# Palmarès du Grand Prix de Pau
Cet article recense les vainqueurs du Grand Prix automobile de Pau et de toutes les courses disputées sur le circuit de Pau-Ville.

## Palmarès de l'épreuve principale
Lors de certaines éditions, d'autres courses du même championnat ont lieu en préambule. En WTCC, le Grand Prix est divisé en deux manches, les deux vainqueurs sont considérés comme co-vainqueur du Grand Prix de Pau.
| Saison                  | Vainqueur                                                     | Vainqueur                                                     | Vainqueur                                                     | Formule / Championnat                                             | Résultats                                                     |
| Saison                  | Pilote                                                        | Voiture                                                       | Écurie                                                        | Formule / Championnat                                             | Résultats                                                     |
| Pau-Bayonne-Pau         | Pau-Bayonne-Pau                                               | Pau-Bayonne-Pau                                               | Pau-Bayonne-Pau                                               | Pau-Bayonne-Pau                                                   | Pau-Bayonne-Pau                                               |
| ----------------------- | ------------------------------------------------------------- | ------------------------------------------------------------- | ------------------------------------------------------------- | ----------------------------------------------------------------- | ------------------------------------------------------------- |
| 1899                    | Albert Lemaître                                               | Peugeot 10CV                                                  | Lemaître                                                      | Heavy cars                                                        | Résultats                                                     |
| Circuit du Sud-Ouest    |                                                               |                                                               |                                                               |                                                                   |                                                               |
| 1900                    | René de Knyff                                                 | Panhard 16CV                                                  | De Knyff                                                      | Heavy cars / Grand Prix de Pau                                    | Résultats                                                     |
| Grand Prix du Sud-Ouest |                                                               |                                                               |                                                               |                                                                   |                                                               |
| 1901                    | Maurice Farman                                                | Panhard 24CV                                                  | Farman                                                        | Heavy cars / Grand Prix de Pau                                    | Résultats                                                     |
| Grand Prix de France    |                                                               |                                                               |                                                               |                                                                   |                                                               |
| 1930                    | Philippe Étancelin                                            | Bugatti T35C                                                  | Étancelin                                                     | Formule Libre                                                     | Résultats                                                     |
| Grand Prix de Pau       |                                                               |                                                               |                                                               |                                                                   |                                                               |
| 1933                    | Marcel Lehoux                                                 | Bugatti T51                                                   | Pays inconnu                                                  | Formule Libre                                                     | Résultats                                                     |
| 1934                    | Pas de course                                                 | Pas de course                                                 | Pas de course                                                 | Pas de course                                                     | Pas de course                                                 |
| 1935                    | Tazio Nuvolari                                                | Alfa Romeo Type B/P3                                          | Scuderia Ferrari                                              | Formule Libre                                                     | Résultats                                                     |
| 1936                    | Philippe Étancelin                                            | Maserati V8R1                                                 | Étancelin                                                     | Formule Libre                                                     | Résultats                                                     |
| 1937                    | Jean-Pierre Wimille                                           | Bugatti T59/57                                                | Automobiles Bugatti                                           | Sport                                                             | Résultats                                                     |
| 1938                    | René Dreyfus                                                  | Delahaye 145                                                  | Écurie Bleue                                                  | 3 000 à 4 500 cm3                                                 | Résultats                                                     |
| 1939                    | Hermann Lang                                                  | Mercedes-Benz W154/39                                         | Daimler-Benz AG                                               | 3 000 à 4 500 cm3                                                 | Résultats                                                     |
| 1940-1946               | Pas de course (Seconde Guerre mondiale)                       | Pas de course (Seconde Guerre mondiale)                       | Pas de course (Seconde Guerre mondiale)                       | Pas de course (Seconde Guerre mondiale)                           | Pas de course (Seconde Guerre mondiale)                       |
| 1947                    | Nello Pagani                                                  | Maserati 4CL                                                  | Pays inconnu                                                  | 3 000 à 4 500 cm3                                                 | Résultats                                                     |
| 1948                    | Nello Pagani                                                  | Maserati 4CL                                                  | Scuderia Enrico Platé                                         | Formule A                                                         | Résultats                                                     |
| 1949                    | Juan Manuel Fangio                                            | Maserati 4CLT-48                                              | Scuderia Achille Varzi                                        | Formule A                                                         | Résultats                                                     |
| 1950                    | Juan Manuel Fangio                                            | Maserati 4CLT-48                                              | Scuderia Achille Varzi                                        | Formule 1                                                         | Résultats                                                     |
| 1951                    | Luigi Villoresi                                               | Ferrari 375                                                   | Scuderia Ferrari                                              | Formule 1                                                         | Résultats                                                     |
| 1952                    | Alberto Ascari                                                | Ferrari 500                                                   | Scuderia Ferrari                                              | Formule 2 / Grands Prix de France                                 | Résultats                                                     |
| 1953                    | Alberto Ascari                                                | Ferrari 500                                                   | Scuderia Ferrari                                              | Formule 2                                                         | Résultats                                                     |
| 1954                    | Jean Behra                                                    | Gordini Type 16                                               | Equipe Gordini                                                | Formule 1                                                         | Résultats                                                     |
| 1955                    | Jean Behra                                                    | Maserati                                                      | Officine Alfieri Maserati                                     | Formule 1                                                         | Résultats                                                     |
| 1956                    | Pas de course (drame des 24 Heures du Mans 1955)              | Pas de course (drame des 24 Heures du Mans 1955)              | Pas de course (drame des 24 Heures du Mans 1955)              | Pas de course (drame des 24 Heures du Mans 1955)                  | Pas de course (drame des 24 Heures du Mans 1955)              |
| 1957                    | Jean Behra                                                    | Maserati 250F                                                 | Officine Alfieri Maserati                                     | Formule 1                                                         | Résultats                                                     |
| 1958                    | Maurice Trintignant                                           | Cooper T43 Climax                                             | R.R.C. Walker Racing Team                                     | Formule 2                                                         | Résultats                                                     |
| 1959                    | Maurice Trintignant                                           | Cooper T51 Climax                                             | R.R.C. Walker Racing Team                                     | Formule 2                                                         | Résultats                                                     |
| 1960                    | Jack Brabham                                                  | Cooper T43 Climax                                             | Equipe Sunbeam                                                | Formule 2 / Championnat d'Europe                                  | Résultats                                                     |
| 1961                    | Jim Clark                                                     | Lotus 18 Climax                                               | Ron Harris Team Lotus                                         | Formule 1                                                         | Résultats                                                     |
| 1962                    | Maurice Trintignant                                           | Lotus 18/21 Climax                                            | Rob Walker Racing                                             | Formule 1                                                         | Résultats                                                     |
| 1963                    | Jim Clark                                                     | Lotus 25 Climax                                               | Ron Harris Team Lotus                                         | Formule 1                                                         | Résultats                                                     |
| 1964                    | Jim Clark                                                     | Lotus 32 Cosworth                                             | Ron Harris Team Lotus                                         | Formule 2 / Trophée de France                                     | Résultats                                                     |
| 1965                    | Jim Clark                                                     | Lotus 35 Cosworth                                             | Ron Harris Team Lotus                                         | Formule 2 / Trophée de France                                     | Résultats                                                     |
| 1966                    | Jack Brabham                                                  | Brabham BT18 Honda                                            | Motor Racing Development                                      | Formule 2 / Trophée de France                                     | Résultats                                                     |
| 1967                    | Jochen Rindt                                                  | Brabham BT23 Cosworth                                         | Roy Winkelmann Racing                                         | Formule 2 / Trophée de France                                     | Résultats                                                     |
| 1968                    | Jackie Stewart                                                | Matra MS7 Cosworth                                            | Matra International                                           | Formule 2 / Trophée de France                                     | Résultats                                                     |
| 1969                    | Jochen Rindt                                                  | Lotus 59 Cosworth                                             | Roy Winkelmann Racing                                         | Formule 2 / Trophée de France                                     | Résultats                                                     |
| 1970                    | Jochen Rindt                                                  | Lotus 69F Cosworth                                            | Jochen Rindt Racing                                           | Formule 2 / Trophée de France                                     | Résultats                                                     |
| 1971                    | Reine Wisell                                                  | Lotus 69/71 Cosworth                                          | Team Lotus                                                    | Formule 2 / Trophée de France                                     | Résultats                                                     |
| 1972                    | Peter Gethin                                                  | Chevron B20 Cosworth                                          | Chevron Racing Team                                           | Formule 2 / Trophée d'Europe                                      | Résultats                                                     |
| 1973                    | François Cevert                                               | Elf2-Ford/Hart                                                | Elf John Coombs                                               | Formule 2 / Championnat d'Europe                                  | Résultats                                                     |
| 1974                    | Patrick Depailler                                             | March 742 BMW                                                 | March Racing Team                                             | Formule 2 / Championnat d'Europe                                  | Résultats                                                     |
| 1975                    | Jacques Laffite                                               | Martini MK16 BMW                                              | Automobiles Martini                                           | Formule 2 / Championnat d'Europe                                  | Résultats                                                     |
| 1976                    | René Arnoux                                                   | Martini MK19 Renault                                          | Automobiles Martini                                           | Formule 2 / Championnat d'Europe                                  | Résultats                                                     |
| 1977                    | René Arnoux                                                   | Martini MK22 Renault                                          | Equipe Renault Elf                                            | Formule 2 / Championnat d'Europe                                  | Résultats                                                     |
| 1978                    | Bruno Giacomelli                                              | March 782 BMW                                                 | Polifac BMW Junior Team                                       | Formule 2 / Championnat d'Europe                                  | Résultats                                                     |
| 1979                    | Eddie Cheever                                                 | Osella FA2/79 BMW                                             | Osella Squadra Corse                                          | Formule 2 / Championnat d'Europe                                  | Résultats                                                     |
| 1980                    | Richard Dallest                                               | AGS JH17 BMW                                                  | Écurie Motul Nogaro                                           | Formule 2 / Championnat d'Europe                                  | Résultats                                                     |
| 1981                    | Geoff Lees                                                    | Ralt RH6/81 Honda                                             | Ralt Racing Ltd                                               | Formule 2 / Championnat d'Europe                                  | Résultats                                                     |
| 1982                    | Johnny Cecotto                                                | March 822 BMW                                                 | March Racing                                                  | Formule 2 / Championnat d'Europe                                  | Résultats                                                     |
| 1983                    | Jo Gartner                                                    | Spirit 201 BMW                                                | Emco Sports                                                   | Formule 2 / Championnat d'Europe                                  | Résultats                                                     |
| 1984                    | Mike Thackwell                                                | Ralt RH6/84 Honda                                             | Ralt Racing Ltd                                               | Formule 2 / Championnat d'Europe                                  | Résultats                                                     |
| 1985                    | Christian Danner                                              | March 85B Ford/Cosworth                                       | BS Automotive                                                 | Formule 3000 / Championnat d'Europe                               | Résultats                                                     |
| 1986                    | Mike Thackwell                                                | Ralt RT20 Honda                                               | Team Ralt                                                     | Formule 3000 / Championnat Intercontinental                       | Résultats                                                     |
| 1987                    | Yannick Dalmas                                                | March 87B Cosworth                                            | Oreca Motorsport                                              | Formule 3000 / Championnat Intercontinental                       | Résultats                                                     |
| 1988                    | Roberto Moreno                                                | Reynard 88D Cosworth                                          | Bromley Motorsport                                            | Formule 3000 / Championnat Intercontinental                       | Résultats                                                     |
| 1989                    | Jean Alesi                                                    | Reynard 89D Mugen                                             | Jordan Racing                                                 | Formule 3000 / Championnat Intercontinental                       | Résultats                                                     |
| 1990                    | Eric van de Poele                                             | Reynard 90D Cosworth                                          | GA Motorsport                                                 | Formule 3000 / Championnat International                          | Résultats                                                     |
| 1991                    | Jean-Marc Gounon                                              | Ralt RT23 Cosworth                                            | 3001 International                                            | Formule 3000 / Championnat International                          | Résultats                                                     |
| 1992                    | Emanuele Naspetti                                             | Reynard 92D Cosworth                                          | Forti Corse                                                   | Formule 3000 / Championnat International                          | Résultats                                                     |
| 1993                    | Pedro Lamy                                                    | Reynard 92D Cosworth                                          | Crypton Engineering                                           | Formule 3000 / Championnat International                          | Résultats                                                     |
| 1994                    | Gil de Ferran                                                 | Reynard 94D Judd                                              | Paul Stewart Racing                                           | Formule 3000 / Championnat International                          | Résultats                                                     |
| 1995                    | Vincenzo Sospiri                                              | Reynard 95D Ford/Cosworth                                     | Super Nova Racing                                             | Formule 3000 / Championnat International                          | Résultats                                                     |
| 1996                    | Jörg Müller                                                   | Lola T96/50 Zytek                                             | RSM Marko                                                     | Formule 3000 / Championnat International                          | Résultats                                                     |
| 1997                    | Juan Pablo Montoya                                            | Lola T96/50 Zytek                                             | RSM Marko                                                     | Formule 3000 / Championnat International                          | Résultats                                                     |
| 1998                    | Juan Pablo Montoya                                            | Lola T96/50 Zytek                                             | Super Nova Racing                                             | Formule 3000 / Championnat International                          | Résultats                                                     |
| 1999                    | Benoît Tréluyer                                               | Dallara F399 Renault/Sodemo                                   | Signature Compétition                                         | Formule 3 / Coupe d'Europe                                        | Résultats                                                     |
| 2000                    | Jonathan Cochet                                               | Dallara F300 Renault/Sodemo                                   | Signature Compétition Elf                                     | Formule 3 / Coupe d'Europe                                        | Résultats                                                     |
| 2001                    | Anthony Davidson                                              | Dallara F301 Honda/Mugen                                      | Carlin Motorsport                                             | Formule 3 / Coupe d'Europe                                        | Résultats                                                     |
| 2002                    | Renaud Derlot                                                 | Dallara F302 Renault/Sodemo                                   | ARTA Signature Elf                                            | Formule 3 / Coupe d'Europe                                        | Résultats                                                     |
| 2003                    | Fabio Carbone                                                 | Dallara F302 Renault/Sodemo                                   | Signature-Plus                                                | Formule 3 / Euro Series & Coupe d'Europe                          | Résultats                                                     |
| 2004                    | Nicolas Lapierre                                              | Dallara F304 Opel/Spiess                                      | Opel Team Signature                                           | Formule 3 / Euro Series                                           | Résultats                                                     |
| 2005                    | Lewis Hamilton                                                | Dallara F305 Mercedes-Benz/HWA                                | ASM Formule 3                                                 | Formule 3 / Euro Series                                           | Résultats                                                     |
| 2006                    | Romain Grosjean                                               | Dallara F305 Mercedes-Benz/HWA                                | Signature-Plus                                                | Formule 3 / Championnat de Grande-Bretagne                        | Résultats                                                     |
| 2007                    | Augusto Farfus                                                | BMW 320si                                                     | BMW Team Germany                                              | Super 2000 / Championnat du monde                                 | Résultats                                                     |
| 2008                    | Andy Priaulx                                                  | BMW 320si                                                     | BMW Team UK                                                   | Super 2000 / Championnat du monde                                 | Résultats                                                     |
| 2009                    | Alain Menu                                                    | Chevrolet Cruze LT                                            | Chevrolet RML                                                 | Super 2000 / Championnat du monde                                 | Résultats                                                     |
| 2010                    | Pas de course (annulé pour raisons financières et politiques) | Pas de course (annulé pour raisons financières et politiques) | Pas de course (annulé pour raisons financières et politiques) | Pas de course (annulé pour raisons financières et politiques)     | Pas de course (annulé pour raisons financières et politiques) |
| 2011                    | Marco Wittmann                                                | Dallara F308 Volkswagen/Spiess                                | Signature                                                     | Formule 3 / Trophée International                                 | Résultats                                                     |
| 2012                    | Raffaele Marciello                                            | Dallara F312 Mercedes-Benz/HWA                                | Prema Powerteam                                               | Formule 3 / Championnat d'Europe & Championnat de Grande-Bretagne | Résultats                                                     |
| 2013                    | Luca Ghiotto                                                  | Tatuus FR2.0/13 Renault                                       | Prema Powerteam                                               | Formule Renault 2.0                                               | Résultats                                                     |
| 2014                    | Felix Rosenqvist                                              | Dallara F312 Mercedes-Benz/HWA                                | Kfzteile24 Mücke Motorsport                                   | Formule 3 / Championnat d'Europe                                  | Résultats                                                     |
| 2015                    | Antonio Giovinazzi                                            | Dallara F312 Volkswagen/Spiess                                | Jagonya Ayam with Carlin                                      | Formule 3 / Championnat d'Europe                                  | Résultats                                                     |
| 2016                    | Alessio Lorandi                                               | Dallara F312 Volkswagen/Spiess                                | Carlin                                                        | Formule 3 / Championnat d'Europe                                  | Résultats                                                     |
| 2017                    | Maximilian Günther                                            | Dallara F317 Mercedes-Benz/HWA                                | Prema Powerteam                                               | Formule 3 / Championnat d'Europe                                  | Résultats                                                     |
| 2018                    | Ralf Aron                                                     | Dallara F317 Mercedes-Benz/HWA                                | Prema Theodore Racing                                         | Formule 3 / Championnat d'Europe                                  | Résultats                                                     |
| 2019                    | Billy Monger                                                  | Dallara F317 Volkswagen/Spiess                                | Carlin Motorsport                                             | Formule 3 / Euroformula Open                                      | Résultats                                                     |
| 2020-2021               | Pas de course (annulé pour raisons financières et politiques) | Pas de course (annulé pour raisons financières et politiques) | Pas de course (annulé pour raisons financières et politiques) | Pas de course (annulé pour raisons financières et politiques)     | Pas de course (annulé pour raisons financières et politiques) |
| 2022                    | Vladislav Lomko                                               | Dallara EF320 Volkswagen/Spiess                               | CryptoTower Racing                                            | Euroformula-SF Lights / Euroformula Open                          | Résultats                                                     |

- Les événements qui ne sont pas considérés comme étant une véritable édition du Grand Prix de Pau sont indiqués par un fond rose

## Palmarès détaillé et courses annexes

### Formule 3
| Saison    | Saison    | Vainqueur                | Vainqueur                         | Vainqueur                           | Championnat / épreuve                                           |
| Saison    | Saison    | Pilote                   | Voiture                           | Écurie                              | Championnat / épreuve                                           |
| --------- | --------- | ------------------------ | --------------------------------- | ----------------------------------- | --------------------------------------------------------------- |
| 1964      | 1964      | Jean-Pierre Jaussaud     | Cooper T72 BMC                    | Jim Russell Racing Driver School    | Championnat de France / Coupe de Vitesse                        |
| 1965      | 1965      | Roy Pike                 | Brabham BT16 Ford/Cosworth        | California Racing Partnership       | Championnat de France / Coupe de Vitesse                        |
| 1966      | 1966      | Piers Courage            | Lotus 41 Ford/Cosworth            | Charles Lucas Team Lotus            | Championnat de France & Challenge Craven "A" / Coupe de Vitesse |
| 1967      | 1967      | Jean-Pierre Jaussaud     | Matra MS6 Ford/Cosworth           | Matra Sports                        | Championnat de France & Challenge Craven "A" / Coupe de Vitesse |
| 1968      | 1968      | Roy Pike                 | Titan MK3 Ford/Lucas              | Charles Lucas Engineering           | Championnat de France & Challenge Craven "A" / Coupe de Vitesse |
| 1969      | 1969      | Reine Wisell             | Chevron B15 Ford/Felday           | Chevron Cars Ltd                    | Championnat de France & Challenge Craven "A" / Coupe de Vitesse |
| 1970      | 1970      | Jean-Pierre Jaussaud     | Tecno 69 Ford/Novamotor           | Écurie Volant Shell                 | Championnat de France & Challenge Craven "A" / Coupe de Vitesse |
| 1971      | 1971      | Patrick Depailler        | Alpine A360 Renault/Dudot         | Automobiles Alpine                  | Championnat de France & Challenge Craven "A" / Coupe de Vitesse |
| 1972      | 1972      | pas de course F3         | pas de course F3                  | pas de course F3                    | pas de course F3                                                |
| 1973      | 1973      | Jacques Laffite          | Martini MK12 Ford/Holbay          | BP France                           | Championnat de France / Coupe de Vitesse                        |
| 1974-1983 | 1974-1983 | pas de course F3         | pas de course F3                  | pas de course F3                    | pas de course F3                                                |
| 1984      | 1984      | Olivier Grouillard       | Martini MK42 Alfa Romeo/Novamotor | Oreca                               | Championnat de France                                           |
| 1985      | 1985      | Pierre-Henri Raphanel    | Martini MK45 Alfa Romeo/Novamotor | Oreca                               | Championnat de France                                           |
| 1986      | 1986      | Yannick Dalmas           | Martini MK49 Volkswagen/Spiess    | Oreca                               | Championnat de France                                           |
| 1987      | 1987      | Jean Alesi               | Dallara F387 Alfa Romeo/Novamotor | Oreca                               | Championnat de France                                           |
| 1988      | 1988      | Eric Chéli               | Dallara F388 Alfa Romeo/Novamotor | Alesi Junior Team-Castrol SA France | Championnat de France                                           |
| 1989      | 1989      | Jean-Marc Gounon         | Reynard 893 Alfa Romeo/Novamotor  | Écurie Labo                         | Championnat de France                                           |
| 1990      | 1990      | Olivier Beretta          | Dallara 390 Alfa Romeo            | Ravarotto Racing                    | Championnat de France                                           |
| 1991      | 1991      | Olivier Panis            | Ralt RT35 Alfa Romeo/Novamotor    | La Filière Elf                      | Championnat de France                                           |
| 1992      | 1992      | Jean-Christophe Boullion | Bowman (en) BC2 Volkswagen/Spiess | Graff Racing                        | Championnat de France                                           |
| 1993      | 1993      | Guillaume Gomez          | Dallara F393 Fiat                 | La Filière Elf                      | Championnat de France                                           |
| 1994      | 1994      | Christophe Tinseau       | Dallara F393 Opel                 | Promatecme                          | Championnat de France                                           |
| 1995      | 1995      | Alexandre Janoray        | Dallara F394 Opel/Spiess          | Graff Racing                        | Championnat de France                                           |
| 1996      | 1996      | Soheil Ayari             | Dallara F396 Opel                 | Graff Racing                        | Championnat de France                                           |
| 1997      | 1997      | David Saelens            | Dallara F396 Opel                 | ASM F3                              | Championnat de France                                           |
| 1998      | C1        | David Saelens            | Dallara F396 Renault/Sodemo       | ASM Fina                            | Championnat de France                                           |
| 1998      | C2        | David Saelens            | Dallara F396 Renault/Sodemo       | ASM Fina                            | Championnat de France                                           |
| 1999      | C1        | Benoît Tréluyer          | Dallara F399 Renault/Sodemo       | Signature Compétition               | Coupe d'Europe / Grand Prix de Pau                              |
| 1999      | C2        | Benoît Tréluyer          | Dallara F399 Renault/Sodemo       | Signature Compétition               | Coupe d'Europe / Grand Prix de Pau                              |
| 1999      | C1        | Jean-Christophe Ravier   | Dallara F396 Opel/Spiess          | Graff Racing                        | Championnat de France B / Challenge Michelin                    |
| 1999      | C2        | Jean-Christophe Ravier   | Dallara F396 Opel/Spiess          | Graff Racing                        | Championnat de France B / Challenge Michelin                    |
| 2000      | 2000      | Jonathan Cochet          | Dallara F300 Renault/Sodemo       | Signature Compétition Elf           | Coupe d'Europe / Grand Prix de Pau                              |
| 2001      | 2001      | Anthony Davidson         | Dallara F301 Honda/Mugen          | Carlin Motorsport                   | Coupe d'Europe / Grand Prix de Pau                              |
| 2002      | 2002      | Renaud Derlot            | Dallara F302 Renault/Sodemo       | ARTA Signature Elf                  | Coupe d'Europe / Grand Prix de Pau                              |
| 2003      | C1        | Ryan Briscoe             | Dallara F303 Opel/Spiess          | Prema Powerteam                     | Coupe d'Europe & F3 Euro Series / Grand Prix de Pau             |
| 2003      | C2        | Fabio Carbone            | Dallara F302 Renault/Sodemo       | Signature-Plus                      | Coupe d'Europe & F3 Euro Series / Grand Prix de Pau             |
| 2004      | C1        | Jamie Green              | Dallara F303 Mercedes-Benz/HWA    | ASM Formule 3                       | F3 Euro Series / Grand Prix de Pau                              |
| 2004      | C2        | Nicolas Lapierre         | Dallara F304 Opel/Spiess          | Opel Team Signature                 | F3 Euro Series / Grand Prix de Pau                              |
| 2005      | C1        | Lewis Hamilton           | Dallara F305 Mercedes-Benz/HWA    | ASM Formule 3                       | F3 Euro Series / Grand Prix de Pau                              |
| 2005      | C2        | Lewis Hamilton           | Dallara F305 Mercedes-Benz/HWA    | ASM Formule 3                       | F3 Euro Series / Grand Prix de Pau                              |
| 2006      | C1        | Romain Grosjean          | Dallara F305 Mercedes-Benz/HWA    | Signature-Plus                      | British F3 / Grand Prix de Pau                                  |
| 2006      | C2        | Romain Grosjean          | Dallara F305 Mercedes-Benz/HWA    | Signature-Plus                      | British F3 / Grand Prix de Pau                                  |
| 2007      | 2007      | pas de course F3         | pas de course F3                  | pas de course F3                    | pas de course F3                                                |
| 2008      | C1        | James Jakes              | Dallara F308 Mercedes-Benz/HWA    | ART Grand Prix                      | Formule 3 Euro Series                                           |
| 2008      | C2        | Edoardo Mortara          | Dallara F308 Volkswagen/Spiess    | Signature-Plus                      | Formule 3 Euro Series                                           |
| 2009-2010 | 2009-2010 | pas de course F3         | pas de course F3                  | pas de course F3                    | pas de course F3                                                |
| 2011      | C1        | Valerio Leone            | March 783 Toyota                  | Racing & Classic                    | Championnat F3 Classic                                          |
| 2011      | C2        | Francis Dougnac          | Ralt RT1 Alfa Romeo/Novamotor     | Garage Dougnac                      | Championnat F3 Classic                                          |
| 2011      | GP        | Marco Wittmann           | Dallara F308 Volkswagen/Spiess    | Signature                           | Trophée international / Grand Prix de Pau                       |
| 2012      | C1        | Raffaele Marciello       | Dallara F312 Mercedes-Benz/HWA    | Prema Powerteam                     | Championnat d'Europe & British F3 / Grand Prix de Pau           |
| 2012      | C2        | Raffaele Marciello       | Dallara F312 Mercedes-Benz/HWA    | Prema Powerteam                     | Championnat d'Europe & British F3 / Grand Prix de Pau           |
| 2013      | 2013      | pas de course F3         | pas de course F3                  | pas de course F3                    | pas de course F3                                                |
| 2014      | C1        | Esteban Ocon             | Dallara F312 Mercedes-Benz/HWA    | Prema Powerteam                     | Championnat d'Europe / Grand Prix de Pau                        |
| 2014      | C2        | Tom Blomqvist            | Dallara F312 Volkswagen/Spiess    | Jagonya Ayam with Carlin            | Championnat d'Europe / Grand Prix de Pau                        |
| 2014      | C3        | Felix Rosenqvist         | Dallara F312 Volkswagen/Spiess    | Kfzteile24 Mücke Motorsport         | Championnat d'Europe / Grand Prix de Pau                        |
| 2015      | C1        | Jake Dennis              | Dallara F312 Mercedes-Benz/HWA    | Prema Powerteam                     | Championnat d'Europe / Grand Prix de Pau                        |
| 2015      | C2        | Jake Dennis              | Dallara F312 Mercedes-Benz/HWA    | Prema Powerteam                     | Championnat d'Europe / Grand Prix de Pau                        |
| 2015      | C3        | Antonio Giovinazzi       | Dallara F312 Volkswagen/Spiess    | Jagonya Ayam with Carlin            | Championnat d'Europe / Grand Prix de Pau                        |
| 2016      | C1        | Ben Barnicoat            | Dallara F312 Mercedes-Benz/HWA    | HitechGP                            | Championnat d'Europe / Grand Prix de Pau                        |
| 2016      | C2        | George Russell           | Dallara F312 Mercedes-Benz/HWA    | HitechGP                            | Championnat d'Europe / Grand Prix de Pau                        |
| 2016      | C3        | Alessio Lorandi          | Dallara F312 Volkswagen/Spiess    | Carlin                              | Championnat d'Europe / Grand Prix de Pau                        |
| 2017      | C1        | Joel Eriksson            | Dallara F317 Volkswagen/Spiess    | Motopark                            | Championnat d'Europe / Grand Prix de Pau                        |
| 2017      | C2        | Maximilian Günther       | Dallara F317 Mercedes-Benz/HWA    | Prema Powerteam                     | Championnat d'Europe / Grand Prix de Pau                        |
| 2017      | C3        | Maximilian Günther       | Dallara F317 Mercedes-Benz/HWA    | Prema Powerteam                     | Championnat d'Europe / Grand Prix de Pau                        |
| 2018      | C1        | Zhou Guanyu              | Dallara F317 Mercedes-Benz/HWA    | Prema Theodore Racing               | Championnat d'Europe / Grand Prix de Pau                        |
| 2018      | C2        | Sacha Fenestraz          | Dallara F317 Volkswagen/Spiess    | Carlin                              | Championnat d'Europe / Grand Prix de Pau                        |
| 2018      | C3        | Ralf Aron                | Dallara F317 Mercedes-Benz/HWA    | Prema Theodore Racing               | Championnat d'Europe / Grand Prix de Pau                        |
| 2019      | C1        | Liam Lawson              | Dallara F317 Volkswagen/Spiess    | Team Motopark                       | Euroformula Open / Grand Prix de Pau                            |
| 2019      | C2        | Billy Monger             | Dallara F317 Volkswagen/Spiess    | Carlin                              | Euroformula Open / Grand Prix de Pau                            |

### Euroformula-SF Lights
| Saison | Saison | Vainqueur       | Vainqueur                       | Vainqueur          | Championnat / épreuve                |
| Saison | Saison | Pilote          | Voiture                         | Écurie             | Championnat / épreuve                |
| ------ | ------ | --------------- | ------------------------------- | ------------------ | ------------------------------------ |
| 2022   | C1     | Oliver Goethe   | Dallara EF320 Volkswagen/Spiess | Team Motopark      | Euroformula Open / Grand Prix de Pau |
| 2022   | C2     | Vladislav Lomko | Dallara EF320 Volkswagen/Spiess | CryptoTower Racing | Euroformula Open / Grand Prix de Pau |

### Formule Renault
| Saison    | Saison    | Vainqueur                  | Vainqueur                       | Vainqueur                  | Championnat / épreuve                                              |
| Saison    | Saison    | Pilote                     | Voiture                         | Écurie                     | Championnat / épreuve                                              |
| --------- | --------- | -------------------------- | ------------------------------- | -------------------------- | ------------------------------------------------------------------ |
| 1969      | 1969      | Max Jean                   | GRAC MT6 Renault                | Pays inconnu               | Formule France Renault 1.3                                         |
| 1969      | 1969      | Jean-Luc Salomon           | Martini Renault                 | Pays inconnu               | Formule France Renault 1.3                                         |
| 1970      | 1970      | Roger Dubos (de)           | Grac MT10 Renault/Beaulande     | Grac-Total                 | Critérium de Formule France Renault 1.3                            |
| 1971      | 1971      | Alain Cudini               | Martini MK4 Renault             | Pays inconnu               | Critérium de Formule Renault                                       |
| 1972      | 1972      | Jacques Laffite            | Martini MK8 Renault             | Pays inconnu               | Critérium de Formule Renault                                       |
| 1973      | 1973      | Maxime Bochet              | Martini MK11 Renault            | Écurie Elf                 | Challenge Européen de Formule Renault                              |
| 1974      | 1974      | Jacques Coche              | Martini MK14 Renault            | BP Racing                  | Challenge Européen de Formule Renault                              |
| 1975      | 1975      | Jean Ragnotti              | Martini MK15 Renault            | Écurie Antar               | Challenge de Formule Renault Europe                                |
| 1976      | 1976      | Didier Pironi              | Martini MK18 Renault            | Écurie Elf                 | Challenge de Formule Renault Europe                                |
| 1977      | 1977      | Jean-Louis Bousquet        | Lola T510 Renault               | Antar Danielson            | Challenge de Formule Renault Europe                                |
| 1978      | 1978      | pas de FR2.0 au Grand Prix | pas de FR2.0 au Grand Prix      | pas de FR2.0 au Grand Prix | pas de FR2.0 au Grand Prix                                         |
| 1979      | 1979      | Alain Ferté                | Martini MK26 Renault            | BP Racing                  | Championnat de France Formule Renault                              |
| 1980      | 1980      | Joël de Miguel             | Martini MK30 Renault            | BP Racing                  | Championnat de France Formule Renault                              |
| 1981      | 1981      | François Hesnault          | Martini MK33 Renault            | François Hesnault          | Championnat de France Formule Renault                              |
| 1982      | 1982      | Gilles Lempereur           | Martini MK36 Renault            | Méca Moteur                | Championnat de France Formule Renault Turbo                        |
| 1983      | 1983      | Dominique Delestre         | Martini MK38 Renault            | Méca Moteur                | Championnat de France Formule Renault Turbo                        |
| 1984      | 1984      | Yannick Dalmas             | Martini MK41 Renault            | Oreca                      | Championnat de France Formule Renault Turbo                        |
| 1985      | 1985      | Lionel Robert              | Martini MK44 Renault            | Écurie Gitanes             | Championnat de France Formule Renault Turbo                        |
| 1986      | 1986      | Érik Comas                 | Martini MK48 Renault            | Écurie Elf                 | Championnat de France Formule Renault Turbo                        |
| 1987      | 1987      | Claude Degremont           | Martini MK51 Renault            | Méca Moteur                | Championnat de France Formule Renault Turbo                        |
| 1988      | 1988      | Ludovic Faure              | Martini MK54 Renault            | Écurie Elf                 | Championnat de France Formule Renault Turbo                        |
| 1989      | 1989      | Olivier Panis              | Martini MK57 Renault            | Écurie Elf                 | Championnat de France Formule Renault                              |
| 1990      | 1990      | Emmanuel Collard           | Martini MK59 Renault            | Écurie Elf Gitanes         | Championnat de France Formule Renault                              |
| 1991      | 1991      | Olivier Couvreur           | Alpa FR91 Renault               | Synergie                   | Championnat de France Formule Renault                              |
| 1992      | 1992      | Jesse Bouhet               | Martini MK63 Renault            | La Filière Elf             | Championnat de France Formule Renault                              |
| 1993      | 1993      | Olivier Couvreur           | Alpa FR93 Renault               | Synergie                   | Championnat de France Formule Renault                              |
| 1994-1995 | 1994-1995 | pas de FR2.0 au Grand Prix | pas de FR2.0 au Grand Prix      | pas de FR2.0 au Grand Prix | pas de FR2.0 au Grand Prix                                         |
| 1996      | C1        | Sébastien Enjolras         | Martini MK72 Renault            | La Filière Elf             | Championnat de France Formule Renault                              |
| 1996      | C2        | Sébastien Enjolras         | Martini MK72 Renault            | La Filière Elf             | Championnat de France Formule Renault                              |
| 1997      | 1997      | Jesse Bouhet               | Martini MK76 Renault            | Pays inconnu               | Championnat de France Formule Renault                              |
| 1998      | 1998      | Ryo Fukuda                 | Martini MK78 Renault            | La Filière                 | Championnat de France Formule Renault                              |
| 1999      | 1999      | pas de FR2.0 au Grand Prix | pas de FR2.0 au Grand Prix      | pas de FR2.0 au Grand Prix | pas de FR2.0 au Grand Prix                                         |
| 2000      | 2000      | Renaud Derlot              | Mygale FR00 Renault             | Graff Racing               | Championnat de France Formule Renault 2000                         |
| 2001      | 2001      | Julien Vidot               | Tatuus FR2000 Renault           | CD Sport                   | Championnat de France Formule Renault 2000                         |
| 2002      | 2002      | Eric Salignon              | Tatuus FR2000 Renault           | Graff Racing               | Championnat de France FFSA de Formule Renault                      |
| 2003      | 2003      | Loïc Duval                 | Tatuus FR2000 Renault           | Graff Racing               | Championnat de France FFSA de Formule Renault                      |
| 2004      | C1        | Guillaume Moreau           | Tatuus FR2000 Renault           | SG Formula                 | Championnat de France Formula Renault 2.0                          |
| 2004      | C2        | Patrick Pilet              | Tatuus FR2000 Renault           | Graff Racing               | Championnat de France Formula Renault 2.0                          |
| 2005      | C1        | Romain Grosjean            | Tatuus FR2000 Renault           | SG Formula                 | Championnat de France Formula Renault 2.0                          |
| 2005      | C2        | Romain Grosjean            | Tatuus FR2000 Renault           | SG Formula                 | Championnat de France Formula Renault 2.0                          |
| 2006      | C1        | Laurent Groppi             | Tatuus FR2000 Renault           | Graff Racing               | Championnat de France Formula Renault 2.0                          |
| 2006      | C2        | Laurent Groppi             | Tatuus FR2000 Renault           | Graff Racing               | Championnat de France Formula Renault 2.0                          |
| 2007-2008 | 2007-2008 | pas de FR2.0 au Grand Prix | pas de FR2.0 au Grand Prix      | pas de FR2.0 au Grand Prix | pas de FR2.0 au Grand Prix                                         |
| 2009      | C1        | Albert Costa               | Tatuus FR2000 Renault           | Epsilon Euskadi            | Formula Renault 2.0 West European Cup & Formule Renault 2.0 France |
| 2009      | C2        | Albert Costa               | Tatuus FR2000 Renault           | Epsilon Euskadi            | Formula Renault 2.0 West European Cup & Formule Renault 2.0 France |
| 2010      | 2010      | course annulée             | course annulée                  | course annulée             | course annulée                                                     |
| 2011      | C1        | Javier Tarancon            | Barazi-Epsilon FR2.0-10 Renault | Tech 1 Racing              | Formula Renault 2.0 Alps                                           |
| 2011      | C2        | Javier Tarancon            | Barazi-Epsilon FR2.0-10 Renault | Tech 1 Racing              | Formula Renault 2.0 Alps                                           |
| 2012      | C1        | Norman Nato                | Barazi-Epsilon FR2.0-10 Renault | RC Formula                 | Formula Renault 2.0 Alps                                           |
| 2012      | C2        | Paul-Loup Chatin           | Barazi-Epsilon FR2.0-10 Renault | Tech 1 Racing              | Formula Renault 2.0 Alps                                           |
| 2013      | C1        | Matt Parry                 | Tatuus FR2.0/13 Renault         | Fortec Motorsport          | Formula Renault 2.0 Pau Trophy / Grand Prix de Pau                 |
| 2013      | C2        | Luca Ghiotto               | Tatuus FR2.0/13 Renault         | Prema Powerteam            | Formula Renault 2.0 Pau Trophy / Grand Prix de Pau                 |
| 2014      | C1        | Nyck de Vries              | Tatuus FR2.0/13 Renault         | Koiranen GP                | Formula Renault 2.0 Alps                                           |
| 2014      | C2        | Nyck de Vries              | Tatuus FR2.0/13 Renault         | Koiranen GP                | Formula Renault 2.0 Alps                                           |
| 2015      | C1        | Anthoine Hubert            | Tatuus FR2.0/13 Renault         | Tech 1 Racing              | Formula Renault 2.0 Alps                                           |
| 2015      | C2        | Anthoine Hubert            | Tatuus FR2.0/13 Renault         | Tech 1 Racing              | Formula Renault 2.0 Alps                                           |
| 2016      | 2016      | pas de FR2.0 au Grand Prix | pas de FR2.0 au Grand Prix      | pas de FR2.0 au Grand Prix | pas de FR2.0 au Grand Prix                                         |
| 2017      | C1        | Robert Shwartzman          | Tatuus FR2.0/13 Renault         | R-ace GP                   | Eurocup Formula Renault 2.0                                        |
| 2017      | C2        | Alex Peroni                | Tatuus FR2.0/13 Renault         | Fortec Motorsports         | Eurocup Formula Renault 2.0                                        |
| 2018      | C1        | Alex Peroni                | Tatuus FR2.0/13 Renault         | MP Motorsport              | Formula Renault 2.0 NEC                                            |
| 2018      | C2        | Alex Peroni                | Tatuus FR2.0/13 Renault         | MP Motorsport              | Formula Renault 2.0 NEC                                            |

### Formule Renault Campus/F4/Formule 4
| Saison | Saison | Vainqueur             | Vainqueur                         | Vainqueur                    | Championnat / épreuve              |
| Saison | Saison | Pilote                | Voiture                           | Écurie                       | Championnat / épreuve              |
| ------ | ------ | --------------------- | --------------------------------- | ---------------------------- | ---------------------------------- |
| 1995   | 1995   | Pays inconnu          | Mygale Campus Renault             | La Filière Elf               | Formule Campus Renault Elf         |
| 1996   | 1996   | Ander Vilariño        | Mygale Campus Renault             | La Filière Elf               | Formule Campus Renault Elf         |
| 1997   | 1997   | Vincent Capillaire    | Mygale Campus Renault             | La Filière Elf               | Formule Campus Renault Elf         |
| 1998   | 1998   | Patrick Friesacher    | Mygale Campus Renault             | La Filière Elf               | Formule Campus Renault Elf         |
| 1999   | 1999   | Adam Jones            | Mygale Campus Renault             | La Filière Elf               | Formule Campus Renault Elf         |
| 2000   | C1     | Thomas Gaymor         | Mygale Campus Renault             | Filière FFSA Elf Compétition | Formule Campus Renault Elf         |
| 2000   | C2     | Olivier Pla           | Mygale Campus Renault             | Filière FFSA Elf Compétition | Formule Campus Renault Elf         |
| 2001   | C1     | Jimmy Tarrès          | Mygale Campus Renault             | Filière FFSA Elf Compétition | Formule Campus Renault Elf         |
| 2001   | C2     | Bruce Lorgeré-Roux    | Mygale Campus Renault             | Filière FFSA Elf Compétition | Formule Campus Renault Elf         |
| 2002   | C1     | Loïc Duval            | Mygale Campus Renault             | Filière FFSA Elf Compétition | Formule Campus Renault Elf         |
| 2002   | C2     | Loïc Duval            | Mygale Campus Renault             | Filière FFSA Elf Compétition | Formule Campus Renault Elf         |
| 2003   | C1     | Laurent Groppi        | Mygale Campus Renault             | Filière FFSA Elf Compétition | Formule Campus Renault Elf         |
| 2003   | C2     | Laurent Groppi        | Mygale Campus Renault             | Filière FFSA Elf Compétition | Formule Campus Renault Elf         |
| 2004   | C1     | Jacky Ferré           | Mygale Campus Renault             | Filière FFSA Elf Compétition | Formule Campus Renault Elf         |
| 2004   | C2     | Jacky Ferré           | Mygale Campus Renault             | Filière FFSA Elf Compétition | Formule Campus Renault Elf         |
| 2005   | C1     | Jean-Philippe Bournot | Mygale Campus Renault             | Filière FFSA Elf Compétition | Formule Campus Renault Elf         |
| 2005   | C2     | Jean-Karl Vernay      | Mygale Campus Renault             | Filière FFSA Elf Compétition | Formule Campus Renault Elf         |
| 2006   | C1     | Charles Pic           | Mygale Campus Renault             | Filière FFSA Elf Compétition | Formule Campus Renault Elf         |
| 2006   | C2     | Tristan Vautier       | Mygale Campus Renault             | Filière FFSA Elf Compétition | Formule Campus Renault Elf         |
| 2007   | C1     | Antoine Cassaignes    | Mygale Campus Renault             | Auto Sport Academy           | Formule Campus Renault Elf         |
| 2007   | C2     | Jim Pla               | Mygale Campus Renault             | Auto Sport Academy           | Formule Campus Renault Elf         |
| 2008   | C1     | Ashley Babbra         | Signatech Formula Academy Renault | Auto Sport Academy           | Formul'Academy Euro Series         |
| 2008   | C2     | Arno Santamato        | Signatech Formula Academy Renault | Auto Sport Academy           | Formul'Academy Euro Series         |
| 2009   | C1     | Andrea Cecchellero    | Signatech Formula Academy Renault | Auto Sport Academy           | Formul'Academy Euro Series         |
| 2009   | C2     | Vincent Beltoise      | Signatech Formula Academy Renault | Auto Sport Academy           | Formul'Academy Euro Series         |
| 2010   | 2010   | course annulée        | course annulée                    | course annulée               | course annulée                     |
| 2011   | C1     | Matthieu Vaxivière    | Signatech Formula Academy Renault | Auto Sport Academy           | Championnat de France F4           |
| 2011   | C2     | Matthieu Vaxivière    | Signatech Formula Academy Renault | Auto Sport Academy           | Championnat de France F4           |
| 2012   | C1     | Alexandre Baron       | Signatech Formula Academy Renault | Auto Sport Academy           | Championnat de France F4           |
| 2012   | C2     | Victor Sendin         | Signatech Formula Academy Renault | Auto Sport Academy           | Championnat de France F4           |
| 2013   | C1     | Anthoine Hubert       | Signatech Formula Academy Renault | Auto Sport Academy           | Championnat de France F4           |
| 2013   | C2     | Jules Gounon          | Signatech Formula Academy Renault | Auto Sport Academy           | Championnat de France F4           |
| 2013   | C3     | Anthoine Hubert       | Signatech Formula Academy Renault | Auto Sport Academy           | Championnat de France F4           |
| 2014   | C1     | Dorian Boccolacci     | Signatech Formula Academy Renault | Auto Sport Academy           | Championnat de France F4           |
| 2014   | C2     | Denis Bulatov         | Signatech Formula Academy Renault | Auto Sport Academy           | Championnat de France F4           |
| 2014   | C3     | Dorian Boccolacci     | Signatech Formula Academy Renault | Auto Sport Academy           | Championnat de France F4           |
| 2015   | C1     | Sacha Fenestraz       | Signatech Formula Academy Renault | Auto Sport Academy           | Championnat de France F4           |
| 2015   | C2     | Axel Matus            | Signatech Formula Academy Renault | Auto Sport Academy           | Championnat de France F4           |
| 2015   | C3     | Sacha Fenestraz       | Signatech Formula Academy Renault | Auto Sport Academy           | Championnat de France F4           |
| 2016   | C1     | Javier Cobián         | Signatech Formula Academy Renault | FFSA Academy                 | Championnat de France F4           |
| 2016   | C2     | Théo Coicaud          | Signatech Formula Academy Renault | FFSA Academy                 | Championnat de France F4           |
| 2016   | C3     | Ye Yifei              | Signatech Formula Academy Renault | FFSA Academy                 | Championnat de France F4           |
| 2016   | C4     | Ye Yifei              | Signatech Formula Academy Renault | FFSA Academy                 | Championnat de France F4           |
| 2017   | C1     | Arthur Rougier        | Signatech F4 Renault              | FFSA Academy                 | Championnat de France F4           |
| 2017   | C2     | Thomas Drouet         | Signatech F4 Renault              | FFSA Academy                 | Championnat de France F4           |
| 2017   | C3     | Arthur Rougier        | Signatech F4 Renault              | FFSA Academy                 | Championnat de France F4           |
| 2018   | C1     | Caio Collet           | Mygale M14-F4 Renault             | FFSA Academy                 | Championnat de France de Formule 4 |
| 2018   | C2     | Adam Eteki            | Mygale M14-F4 Renault             | FFSA Academy                 | Championnat de France de Formule 4 |
| 2018   | C3     | Caio Collet           | Mygale M14-F4 Renault             | FFSA Academy                 | Championnat de France de Formule 4 |
| 2019   | C1     | Reshad de Gerus       | Mygale M14-F4 Renault             | FFSA Academy                 | Championnat de France de Formule 4 |
| 2019   | C2     | Enzo Valente          | Mygale M14-F4 Renault             | FFSA Academy                 | Championnat de France de Formule 4 |
| 2019   | C3     | Hadrien David         | Mygale M14-F4 Renault             | FFSA Academy                 | Championnat de France de Formule 4 |

### Formule Ford
| Saison | Saison | Vainqueur                | Vainqueur            | Vainqueur           | Championnat / épreuve                 |
| Saison | Saison | Pilote                   | Voiture              | Écurie              | Championnat / épreuve                 |
| ------ | ------ | ------------------------ | -------------------- | ------------------- | ------------------------------------- |
| 1984   | 1984   | Jean-Philippe Grand      | Rondeau FF84 Ford    | Jean-Philippe Grand | Coupe FFSA de Formule Ford            |
| 1985   | 1985   | Serge Deret              | Rondeau FF85 Ford    | Pays inconnu        | Coupe FFSA de Formule Ford            |
| 1986   | 1986   | Jacques Goudchaux        | Van Diemen RF86 Ford | Graff Racing        | Coupe FFSA de Formule Ford            |
| 1987   | 1987   | Laurent Daumet           | Reynard 86 Ford      | Laurent Daumet      | Coupe FFSA de Formule Ford            |
| 1988   | 1988   | Eric Hélary              | Reynard 88 Ford      | MT Sport            | Championnat de France de Formule Ford |
| 1989   | 1989   | Olivier Couvreur         | Van Diemen RF89 Ford | Graff Racing        | Championnat de France de Formule Ford |
| 1990   | 1990   | Jean-Christophe Boullion | Van Diemen RF90 Ford | Graff Racing        | Championnat de France de Formule Ford |
| 1991   | 1991   | Franck Guibbert          | Van Diemen RF91 Ford | Equipe Noël         | Championnat de France de Formule Ford |
| 1992   | 1992   | Jean-Bernard Bouvet      | Van Diemen RF92 Ford | Pays inconnu        | Championnat de France de Formule Ford |
| 1993   | 1993   | Franck Guibbert          | Vector Ford          | Pays inconnu        | Championnat de France de Formule Ford |
| 1994   | 1994   | Bertrand Godin           | Mygale SJ01 Ford     | Mygale-Maxauto      | Championnat de France de Formule Ford |
| 1995   | 1995   | Patrice Gay              | Mygale SJ95 Ford     | Graff Racing        | Championnat de France de Formule Ford |
| 1996   | 1996   | Damien Bianchi           | Van Diemen RF96 Ford | Equipe Palmyr       | Championnat de France de Formule Ford |
| 1997   | 1997   | Sébastien Dumez          | Van Diemen RF97 Ford | Pays inconnu        | Championnat de France de Formule Ford |
| 1998   | 1998   | Anthony Gheza            | Mygale SJ98 Ford     | CD Sport            | Championnat de France de Formule Ford |
| 2000   | 2000   | Geoffrey Dellus          | Mygale SJ00 Ford     | Graff Racing        | Championnat de France de Formule Ford |
| 2001   | 2001   | Grégory Fargier          | Mygale 2001 Ford     | Equipe Palmyr       | Championnat de France de Formule Ford |
| 2004   | 2004   | Dino Lunardi             | Van Diemen RF99 Ford | Pays inconnu        | Championnat de France de Formule Ford |

### Formule France
| Saison | Saison | Vainqueur          | Vainqueur                 | Vainqueur    | Championnat / épreuve                           |
| Saison | Saison | Pilote             | Voiture                   | Écurie       | Championnat / épreuve                           |
| ------ | ------ | ------------------ | ------------------------- | ------------ | ----------------------------------------------- |
| 1997   | 1997   | Pays inconnu       | Exess FF-Barquette Suzuki | Pays inconnu | Coupe de France Séniors                         |
| 1998   | 1998   | Arnaud Gomez       | Exess FF-Barquette Suzuki | Pays inconnu | Coupe de France Séniors                         |
| 1999   | 1999   | Gérard Bacle       | Exess FF-Barquette Suzuki | Pays inconnu | Coupe de France Séniors                         |
| 2000   | 2000   | Jean-François Macé | Exess FF-Barquette Suzuki | Pays inconnu | Coupe de France Séniors                         |
| 2001   | 2001   | Alain Gaunot       | Exess FF-Barquette Suzuki | Pays inconnu | Coupe de France Séniors                         |
| 2002   | C1     | Victor Porta       | Exess FF-Barquette Suzuki | Pays inconnu | Formule France Euro Series                      |
| 2002   | C2     | Victor Porta       | Exess FF-Barquette Suzuki | Pays inconnu | Formule France Euro Series                      |
| 2003   | 2003   | Jérémy Toti        | Exess FF-Barquette Suzuki | Pays inconnu | Championnat de France de Formule France         |
| 2003   | 2003   | Bruno Dubreuil     | Exess FF-Barquette Suzuki | Pays inconnu | Coupe de France de Formule France               |
| 2004   | C1     | Jean-Michel Carton | Exess FF-Barquette Suzuki | Pays inconnu | Championnat & Coupe de France de Formule France |
| 2004   | C2     | Mike Parisy        | Exess FF-Barquette Suzuki | Pays inconnu | Championnat & Coupe de France de Formule France |

### Formule Junior
| Saison | Saison | Vainqueur   | Vainqueur     | Vainqueur   | Championnat / épreuve |
| Saison | Saison | Pilote      | Voiture       | Écurie      | Championnat / épreuve |
| ------ | ------ | ----------- | ------------- | ----------- | --------------------- |
| 1959   | 1959   | Colin Davis | Taraschi-Fiat | Colin Davis | Formule Junior        |

### Formule Bleue
| Saison | Saison | Vainqueur     | Vainqueur      | Vainqueur    | Championnat / épreuve      |
| Saison | Saison | Pilote        | Voiture        | Écurie       | Championnat / épreuve      |
| ------ | ------ | ------------- | -------------- | ------------ | -------------------------- |
| 1970   | 1970   | Alain Couderc | Citroën MEP X2 | Pays inconnu | Critérium de Formule Bleue |

### Racer 500
| Saison | Saison | Vainqueur      | Vainqueur | Vainqueur    | Championnat / épreuve        |
| Saison | Saison | Pilote         | Voiture   | Écurie       | Championnat / épreuve        |
| ------ | ------ | -------------- | --------- | ------------ | ---------------------------- |
| 1951   | 1951   | Philipp Schell | Cooper    | Pays inconnu | Racer 500 / Coupe des Racers |

### International Formula Master
| Saison | Saison | Vainqueur               | Vainqueur          | Vainqueur          | Championnat / épreuve        |
| Saison | Saison | Pilote                  | Voiture            | Écurie             | Championnat / épreuve        |
| ------ | ------ | ----------------------- | ------------------ | ------------------ | ---------------------------- |
| 2007   | C1     | Chris van der Drift     | Tatuus N.T07 Honda | JD Motorsport (en) | International Formula Master |
| 2007   | C2     | Pablo Sánchez López     | Tatuus N.T07 Honda | Alan Racing        | International Formula Master |
| 2008   | C1     | Sergueï Afanassiev      | Tatuus N.T07 Honda | JD Motorsport (en) | International Formula Master |
| 2008   | C2     | Marcello Puglisi        | Tatuus N.T07 Honda | Pro Motorsport     | International Formula Master |
| 2009   | C1     | Fabio Leimer            | Tatuus N.T07 Honda | Jenzer Motorsport  | International Formula Master |
| 2009   | C2     | Alessandro Kouzkin (en) | Tatuus N.T07 Honda | Cram Competition   | International Formula Master |

### Grand Tourisme / Endurance
| Saison    | Saison    | Vainqueur                                     | Vainqueur                        | Vainqueur               | Championnat / épreuve                                          |
| Saison    | Saison    | Pilote                                        | Voiture                          | Écurie                  | Championnat / épreuve                                          |
| --------- | --------- | --------------------------------------------- | -------------------------------- | ----------------------- | -------------------------------------------------------------- |
| 1958      | 1958      | Gérard Laureau (de) / Jean-François Jaeger    | Panhard Dyna Z DB                | DB Panhard              | GT1.0 / 3 Heures de Pau                                        |
| 1958      | 1958      | Hermano da Silva Ramos / Jean-Claude Vidilles | Alfa Romeo Giulietta SV Zagato   | Pays inconnu            | GT2.0 / 3 Heures de Pau                                        |
| 1958      | 1958      | Olivier Gendebien / Claude Bourillot          | Ferrari 250 GT                   | Écurie Francorchamps    | GT+2.0 / Shell Oil 3 Heures internationales de Pau             |
| 1959-1998 | 1959-1998 | pas de GT au Grand Prix                       | pas de GT au Grand Prix          | pas de GT au Grand Prix | pas de GT au Grand Prix                                        |
| 1999      | 1999      | Cyril Château                                 | Porsche 911 GT2                  | Château System          | Championnat de France FFSA GT                                  |
| 1999      | 1999      | Gérard Larrousse / Thierry Depoix             | Venturi 300 Atlantique           | Riverside Compétition   | Coupe de France FFSA GT                                        |
| 2000      | 2000      | pas de GT au Grand Prix                       | pas de GT au Grand Prix          | pas de GT au Grand Prix | pas de GT au Grand Prix                                        |
| 2001      | 2001      | Dominique Dupuy / Francois Fiat               | Chrysler Viper GT-RS             | DDO                     | Championnat de France FFSA GT                                  |
| 2001      | 2001      | Arnaud Peyroles / Gilles Rousseau             | Porsche 993 Carrera RSR          | DDO                     | Coupe de France FFSA GT                                        |
| 2002      | 2002      | Marc Sourd / Steve Hiesse                     | Porsche 911 GT2                  | Alméras Frères          | Championnat de France FFSA GT                                  |
| 2002      | 2002      | Eric Cayrolle / Frédéric Puren                | Lamborghini Diablo GTR           | Riverside Compétition   | Coupe de France FFSA GT                                        |
| 2003      | 2003      | Boris Derichebourg / Thierry Soave            | Chrysler Viper GT-RS             | Paul Belmondo Racing    | Championnat de France FFSA GT                                  |
| 2003      | 2003      | Jean-Pierre Pla / Jacques Médard              | Porsche 996 Cup                  | Primosport              | Coupe de France FFSA GT                                        |
| 2004      | 2004      | pas de GT au Grand Prix                       | pas de GT au Grand Prix          | pas de GT au Grand Prix | pas de GT au Grand Prix                                        |
| 2005      | C1        | Gaël Lesoudier / Iradj Alexander              | Lister Storm GT Jaguar           | Red Racing              | Championnat de France FFSA GT                                  |
| 2005      | C2        | Dominique Dupuy / Francois Fiat               | Saleen S7                        | DDO                     | Championnat de France FFSA GT                                  |
| 2006      | C1        | Arnaud Peyroles / Cyril Helias                | Chrysler Viper Competition Coupé | Pilotage Passion        | Coupe de France FFSA GT & British GT3 (en) / Master GT         |
| 2006      | C2        | Éric Cayrolle / Laurent Cazenave              | Chrysler Viper Competition Coupé | Pouchelon Racing        | Coupe de France FFSA GT & British GT3 (en) / Master GT         |
| 2007-2015 | 2007-2015 | pas de GT au Grand Prix                       | pas de GT au Grand Prix          | pas de GT au Grand Prix | pas de GT au Grand Prix                                        |
| 2016      | C1        | Jörg Viebahn / Peter Terting                  | Porsche Cayman PRO4 GT4          | PROSport Performance    | GT4 European Series                                            |
| 2016      | C2        | Andreas Patzelt / Nicolaj Moller Madsen       | Porsche Cayman PRO4 GT4          | PROSport Performance    | GT4 European Series                                            |
| 2017      | C1        | Sylvain Noël / Jimmy Antunes                  | Porsche Cayman GT4 Clubsport MR  | Racing Technology       | Championnat de France FFSA GT GT4 European Series Southern Cup |
| 2017      | C2        | Max Koebolt / Ricardo van der Ende            | BMW M4 Ekris GT4                 | Ekris Motorsport        | Championnat de France FFSA GT GT4 European Series Southern Cup |
| 2018      | C1        | Mike Parisy / Christophe Lapierre             | Porsche Cayman GT4 Clubsport MR  | CD Sport                | Championnat de France FFSA GT GT4 France                       |
| 2018      | C2        | Robert Consani / Benjamin Lariche             | GInetta G55                      | Speed Car               | Championnat de France FFSA GT GT4 France                       |
| 2019      | C1        |                                               |                                  | Pays inconnu            | Championnat de France FFSA GT GT4 France                       |
| 2019      | C2        |                                               |                                  | Pays inconnu            | Championnat de France FFSA GT GT4 France                       |

### Tourisme
| Saison    | Saison    | Vainqueur                      | Vainqueur                     | Vainqueur                       | Championnat / épreuve                                                          |
| Saison    | Saison    | Pilote                         | Voiture                       | Écurie                          | Championnat / épreuve                                                          |
| --------- | --------- | ------------------------------ | ----------------------------- | ------------------------------- | ------------------------------------------------------------------------------ |
| 1977      | C1        | Jean-Pierre Beltoise           | BMW 530i US                   | Sport Garage Georges Benoit     | Championnat de France des voitures de Production                               |
| 1977      | C2        | Alain Cudini                   | BMW 530i US                   | Sport Garage Georges Benoit     | Championnat de France des voitures de Production                               |
| 1977      | C3        | Jean-Pierre Beltoise           | BMW 530i US                   | Sport Garage Georges Benoit     | Championnat de France des voitures de Production                               |
| 1978      | 1978      | Xavier Lapeyre                 | BMW 530i                      | Écurie Motul Nogaro             | Championnat de France des voitures de Production                               |
| 1978      | 1978      | Bernard Lamoureux              | Audi 80 GTE                   | Pays inconnu                    | Championnat de France des voitures de Production 1600                          |
| 1979      | 1979      | Dany Snobeck                   | Ford Capri III 3.0S           | Snobeck Racing                  | Championnat de France des voitures de Production                               |
| 1979      | 1979      | René Metge                     | Audi 80 GTE                   | Pays inconnu                    | Championnat de France des voitures de Production 1600                          |
| 1980      | 1980      | Guy Fréquelin                  | BMW 530i                      | Sport Garage Georges Benoit     | Championnat de France des voitures de Production                               |
| 1980      | 1980      | Jean-Pierre Malcher            | Volkswagen Golf GTI           | Pays inconnu                    | Championnat de France des voitures de Production 1600                          |
| 1981      | 1981      | Jean-Pierre Malcher            | BMW 320i                      | Garage du Bac                   | Championnat de France des voitures de Production                               |
| 1981      | 1981      | Jean-Claude Lagniez            | Chevrolet Camaro Z28          | Serge Power                     | Critérium de France Production                                                 |
| 1982      | C1        | Dany Snobeck                   | Alfa Romeo Alfetta GTV/6      | SRS Marlboro Alfa Romeo Castrol | Championnat de France des voitures de Production                               |
| 1982      | C2        | Alain Cudini                   | BMW 323i                      | BP Racing                       | Championnat de France des voitures de Production                               |
| 1982      | C3        | Dany Snobeck                   | Alfa Romeo Alfetta GTV/6      | SRS Marlboro Alfa Romeo Castrol | Championnat de France des voitures de Production                               |
| 1982      |           | Franck Bene                    | Ford Escort RS                | Pays inconnu                    | Critérium de France Production                                                 |
| 1983      | C1        | Marc Sourd                     | Audi Coupé GT5E               | Yacco VAG ROC                   | Championnat de France des voitures de Production                               |
| 1983      | C2        | Dany Snobeck                   | Alfa Romeo Alfetta GTV/6      | SRS Sodemo Marlboro Castrol     | Championnat de France des voitures de Production                               |
| 1983      | C3        | Alain Cudini                   | Alfa Romeo Alfetta GTV/6      | SRS Sodemo Marlboro Castrol     | Championnat de France des voitures de Production                               |
| 1983      |           | Valentin Bertapelle            | BMW 530i                      | Pays inconnu                    | Critérium de France Production                                                 |
| 1984-1985 | 1984-1985 | pas de Tourisme au Grand Prix  | pas de Tourisme au Grand Prix | pas de Tourisme au Grand Prix   | pas de Tourisme au Grand Prix                                                  |
| 1986      | 1986      | Jean-Louis Bousquet            | Renault 5 Turbo 2             | Renault Sport                   | Championnat de France des voitures de Production                               |
| 1987      | 1987      | pas de Tourisme au Grand Prix  | pas de Tourisme au Grand Prix | pas de Tourisme au Grand Prix   | pas de Tourisme au Grand Prix                                                  |
| 1988      | 1988      | Xavier Lapeyre                 | Audi 80 Quattro Turbo         | ROC Compétition VAG             | Championnat de France des voitures de Production                               |
| 1989      | 1989      | pas de Tourisme au Grand Prix  | pas de Tourisme au Grand Prix | pas de Tourisme au Grand Prix   | pas de Tourisme au Grand Prix                                                  |
| 1990      | 1990      | Michel Ferté                   | BMW M3                        | Garage Horizon                  | Championnat de France de Supertourisme                                         |
| 1991      | C1        | Xavier Lapeyre                 | Audi 80 Quattro Turbo         | ROC Compétition VAG             | Championnat de France de Supertourisme                                         |
| 1991      | C2        | Jean-Louis Bousquet            | Mercedes-Benz 190 E 2.5-16    | Cristal Racing                  | Championnat de France de Supertourisme                                         |
| 1992      | 1992      | pas de Tourisme au Grand Prix  | pas de Tourisme au Grand Prix | pas de Tourisme au Grand Prix   | pas de Tourisme au Grand Prix                                                  |
| 1993      | C1        | Xavier Lapeyre                 | Audi 80 Quattro 16V           | ROC Compétition                 | Championnat de France de Supertourisme                                         |
| 1993      | C2        | Xavier Lapeyre                 | Audi 80 Quattro 16V           | ROC Compétition                 | Championnat de France de Supertourisme                                         |
| 1994      | C1        | Alain Cudini                   | Opel Vectra GT                | Opel France                     | Championnat de France de Supertourisme                                         |
| 1994      | C2        | Laurent Aiello                 | Peugeot 405 Mi16              | Peugeot Talbot Sport            | Championnat de France de Supertourisme                                         |
| 1995      | C1        | Eric Hélary                    | Opel Vectra GT                | Team Opel France                | Championnat de France de Supertourisme                                         |
| 1995      | C2        | Eric Hélary                    | Opel Vectra GT                | Team Opel France                | Championnat de France de Supertourisme                                         |
| 1996      | 1996      | Éric Cayrolle                  | BMW 318iS                     | Eric Cayrolle-Fenjoux           | Championnat de France de Supertourisme                                         |
| 1997      | C1        | Éric Cayrolle                  | BMW 318iS                     | Eric Cayrolle-Fenjoux           | Championnat de France de Supertourisme                                         |
| 1997      | C2        | Jacques Laffite                | Opel Vectra 16V               | Team Snobeck                    | Championnat de France de Supertourisme                                         |
| 1998      | C1        | Éric Cayrolle                  | BMW 320i                      | SDA Sport                       | Championnat de France de Supertourisme                                         |
| 1998      | C2        | Éric Cayrolle                  | BMW 320i                      | SDA Sport                       | Championnat de France de Supertourisme                                         |
| 1999      | C1        | Christophe Dechavanne          | Audi A4 Quattro               | CD Verbist Racing               | Championnat de France de Supertourisme                                         |
| 1999      | C2        | Marcel Tarrès                  | Audi A4 Quattro               | Verbist Racing                  | Championnat de France de Supertourisme                                         |
| 1999      |           | Jean-Claude Lagniez            | Honda Integra Type-R          | Formule Assistance              | Championnat de France de Super Production                                      |
| 2000      | C1        | Éric Cayrolle                  | BMW 320i E36                  | SDA Sport                       | Championnat de France de Supertourisme                                         |
| 2000      | C2        | Thierry Soave                  | Audi A4 Quattro               | CD Verbist Racing               | Championnat de France de Supertourisme                                         |
| 2000      | C1        | Bruno Courtois                 | Peugeot 306 GTi               | Solution F                      | Championnat de France de Super Production                                      |
| 2000      | C2        | Jean-Bernard Bouvet            | Peugeot 306 GTi               | Solution F                      | Championnat de France de Super Production                                      |
| 2001      | C1        | William David                  | Peugeot 406 Coupé Silhouette  | Solution F                      | Championnat de France de Supertourisme                                         |
| 2001      | C2        | Jean-Philippe Dayraut          | BMW M3 Coupé Silhouette       | AS Events                       | Championnat de France de Supertourisme                                         |
| 2001      |           | Romain Thievin / Michel Marvie | Peugeot 306 GTi               | Team Lompech Sport              | Championnat de France de Super Production                                      |
| 2002      | C1        | Franck Lagorce                 | Ford Mondeo Silhouette        | SMG                             | Championnat de France de Supertourisme                                         |
| 2002      | C2        | William David                  | Peugeot 406 Coupé Silhouette  | Gémo Sport                      | Championnat de France de Supertourisme                                         |
| 2003      | C1        | Emmanuel Collard               | Opel Astra Coupé Silhouette   | Team VDO Dayton                 | Championnat de France de Supertourisme                                         |
| 2003      | C2        | Christophe Bouchut             | Seat Cordoba Silhouette       | SNBE                            | Championnat de France de Supertourisme                                         |
| 2004      | C1        | Éric Hélary                    | Peugeot 406 Coupé Silhouette  | Pescarolo Sport                 | Championnat de France de Supertourisme                                         |
| 2004      | C2        | Soheil Ayari                   | Peugeot 406 Coupé Silhouette  | Pescarolo Sport                 | Championnat de France de Supertourisme                                         |
| 2005-2006 | 2005-2006 | pas de Tourisme au Grand Prix  | pas de Tourisme au Grand Prix | pas de Tourisme au Grand Prix   | pas de Tourisme au Grand Prix                                                  |
| 2007      | C1        | Alain Menu                     | Chevrolet Lacetti             | Chevrolet RML                   | Championnat du monde des voitures de tourisme (S2000 WTCC) / Grand Prix de Pau |
| 2007      | C2        | Augusto Farfus                 | BMW 320si                     | BMW Team Germany                | Championnat du monde des voitures de tourisme (S2000 WTCC) / Grand Prix de Pau |
| 2008      | C1        | Augusto Farfus                 | BMW 320si                     | BMW Team Germany                | Championnat du monde des voitures de tourisme (S2000 WTCC) / Grand Prix de Pau |
| 2008      | C2        | Andy Priaulx                   | BMW 320si                     | BMW Team UK                     | Championnat du monde des voitures de tourisme (S2000 WTCC) / Grand Prix de Pau |
| 2009      | C1        | Robert Huff                    | Chevrolet Cruze LT            | Chevrolet RML                   | Championnat du monde des voitures de tourisme (S2000 WTCC) / Grand Prix de Pau |
| 2009      | C2        | Alain Menu                     | Chevrolet Cruze LT            | Chevrolet RML                   | Championnat du monde des voitures de tourisme (S2000 WTCC) / Grand Prix de Pau |
| 2010-2021 | 2010-2021 | pas de Tourisme au Grand Prix  | pas de Tourisme au Grand Prix | pas de Tourisme au Grand Prix   | pas de Tourisme au Grand Prix                                                  |
| 2022      | C1        |                                |                               |                                 | Coupe du monde des voitures de tourisme (W-TCR)                                |
| 2022      | C2        |                                |                               |                                 | Coupe du monde des voitures de tourisme (W-TCR)                                |
| 2022      | C1        |                                |                               |                                 | Coupe du monde des voitures de tourisme électriques (eTCR)                     |
| 2022      | C2        |                                |                               |                                 | Coupe du monde des voitures de tourisme électriques (eTCR)                     |

### Coupes monomarques - Porsche
| Saison    | Saison    | Vainqueur                    | Vainqueur                    | Vainqueur                    | Championnat / épreuve        |
| Saison    | Saison    | Pilote                       | Voiture                      | Écurie                       | Championnat / épreuve        |
| --------- | --------- | ---------------------------- | ---------------------------- | ---------------------------- | ---------------------------- |
| 1987      | 1987      | René Metge                   | Porsche 944 Turbo            | Pays inconnu                 | Porsche 944 Turbo Cup France |
| 1988      | 1988      | Michel Maisonneuve           | Porsche 944 Turbo            | Pays inconnu                 | Porsche 944 Turbo Cup France |
| 1989      | 1989      | Marc Sourd                   | Porsche 944 Turbo            | Pays inconnu                 | Porsche 944 Turbo Cup France |
| 1990      | 1990      | Michel Maisonneuve           | Porsche 944 Turbo            | Pays inconnu                 | Porsche 944 Turbo Cup France |
| 1991      | 1991      | Jean-Pierre Malcher          | Porsche 964                  | Pays inconnu                 | Porsche Carrera Cup France   |
| 1992      | 1992      | Dominique Dupuy              | Porsche 964                  | Dupuy                        | Porsche Carrera Cup France   |
| 1995      | 1995      | Dominique Dupuy              | Porsche 993                  | Pays inconnu                 | Porsche Carrera Cup France   |
| 1996      | 1996      | Emmanuel Collard             | Porsche 993                  | Pays inconnu                 | Porsche Carrera Cup France   |
| 1997      | 1997      | Dominique Dupuy              | Porsche 993                  | Pays inconnu                 | Porsche Carrera Cup France   |
| 1998-2001 | 1998-2001 | pas de Porsche au Grand Prix | pas de Porsche au Grand Prix | pas de Porsche au Grand Prix | pas de Porsche au Grand Prix |
| 2002      | C1        | Yvan Muller                  | Porsche 996                  | Team Snobeck                 | Porsche Carrera Cup France   |
| 2002      | C2        | Yvan Muller                  | Porsche 996                  | Team Snobeck                 | Porsche Carrera Cup France   |
| 2003      | C1        | James Ruffier                | Porsche 996 GT3 Cup          | Ruffier Racing               | Porsche Carrera Cup France   |
| 2003      | C2        | James Ruffier                | Porsche 996 GT3 Cup          | Ruffier Racing               | Porsche Carrera Cup France   |
| 2004      | C1        | Anthony Beltoise             | Porsche 996 GT3 Cup          | AS Events                    | Porsche Carrera Cup France   |
| 2004      | C2        | James Ruffier                | Porsche 996 GT3 Cup          | Ruffier Racing               | Porsche Carrera Cup France   |
| 2005      | C1        | Cyril Helias                 | Porsche 996 GT3 Cup          | Pilotage Passion             | Porsche Carrera Cup France   |
| 2005      | C2        | Jean-Philippe Dayraut        | Porsche 996 GT3 Cup          | AS Events                    | Porsche Carrera Cup France   |
| 2006      | C1        | Frédéric Makowiecki          | Porsche 997 GT3 Cup          | Nourry Compétition           | Porsche Carrera Cup France   |
| 2006      | C2        | Anthony Beltoise             | Porsche 997 GT3 Cup          | Team Sofrev ASP              | Porsche Carrera Cup France   |
| 2007-2011 | 2007-2011 | pas de Porsche au Grand Prix | pas de Porsche au Grand Prix | pas de Porsche au Grand Prix | pas de Porsche au Grand Prix |
| 2012      | C1        | Sébastien Loeb               | Porsche 997 GT3 Cup          | Sébastien Loeb Racing        | Porsche Carrera Cup France   |
| 2012      | C2        | Sébastien Loeb               | Porsche 997 GT3 Cup          | Sébastien Loeb Racing        | Porsche Carrera Cup France   |
| 2013      | C1        | Maxime Jousse (pt)           | Porsche 997 GT3 Cup          | Sébastien Loeb Racing        | Porsche Carrera Cup France   |
| 2013      | C2        | Côme Ledogar                 | Porsche 997 GT3 Cup          | Sébastien Loeb Racing        | Porsche Carrera Cup France   |
| 2014-...  | 2014-...  | pas de Porsche au Grand Prix | pas de Porsche au Grand Prix | pas de Porsche au Grand Prix | pas de Porsche au Grand Prix |

### Coupes monomarques - Renault
| Saison | Saison | Vainqueur              | Vainqueur              | Vainqueur         | Championnat / épreuve           |
| Saison | Saison | Pilote                 | Voiture                | Écurie            | Championnat / épreuve           |
| ------ | ------ | ---------------------- | ---------------------- | ----------------- | ------------------------------- |
| 1966   | 1966   | Robert Mieusset        | Renault 8 Gordini      | Pays inconnu      | Coupe de France Renault Gordini |
| 1968   | 1968   | Bernard Lagier         | Renault 8 Gordini      | Pays inconnu      | Coupe de France Renault Gordini |
| 1969   | 1969   | Richard Chevaux        | Renault 8 Gordini      | Pays inconnu      | Coupe de France Renault Gordini |
| 1970   | 1970   | Bernard Mange          | Renault 8 Gordini      | Pays inconnu      | Coupe de France Renault Gordini |
| 1971   | 1971   | Marc Sourd             | Renault 12 Gordini     | Pays inconnu      | Coupe de France Renault Gordini |
| 1975   | 1975   | Alain Hubert           | Renault 5 LS           | Pays inconnu      | Coupe de France Renault 5       |
| 1976   | 1976   | Roland Goursegol       | Renault 5 LS           | Pays inconnu      | Coupe de France Renault 5       |
| 1977   | 1977   | Michel Marze           | Renault 5 Alpine       | Pays inconnu      | Coupe de France Renault 5       |
| 1978   | 1978   | Eric Houdeletk         | Renault 5 Alpine       | Pays inconnu      | Coupe de France Renault 5       |
| 1979   | 1979   | Eric Houdeletk         | Renault 5 Alpine       | Pays inconnu      | Coupe de France Renault 5       |
| 1980   | 1980   | Denis Derepas          | Renault 5 Alpine       | Pays inconnu      | Coupe de France Renault 5       |
| 1981   | 1981   | Francis Canal          | Renault 5 Alpine       | Pays inconnu      | Coupe de France Renault 5       |
| 1982   | 1982   | Michel Maisonneuve     | Renault 5 Alpine Turbo | Pays inconnu      | Coupe de France Renault 5       |
| 1983   | 1983   | Luc Rozentvaig         | Renault 5 Alpine Turbo | Pays inconnu      | Coupe de France Renault 5       |
| 1984   | 1984   | Jean-Claude Bellegarde | Renault 5 Alpine Turbo | Pays inconnu      | Coupe de France Renault 5       |
| 1985   | 1985   | "Georgie"              | Renault 5 GT Turbo     | Pays inconnu      | Coupe de France Renault 5       |
| 1986   | 1986   | Michel Duvernay        | Renault 5 GT Turbo     | Pays inconnu      | Coupe de France Renault 5       |
| 1987   | 1987   | Bernard Castagné       | Renault 5 GT Turbo     | Pays inconnu      | Coupe de France Renault 5       |
| 1988   | 1988   | Luc Galmard            | Renault 5 GT Turbo     | Pays inconnu      | Coupe de France Renault 5       |
| 1989   | 1989   | Jean-Louis Carponcin   | Renault 5 GT Turbo     | Pays inconnu      | Coupe de France Renault 5       |
| 1990   | 1990   | Maurice Mathé          | Renault 5 GT Turbo     | Pays inconnu      | Coupe de France Renault 5       |
| 1991   | 1991   | Patrick Bourdais       | Renault Clio RS        | Pays inconnu      | Coupe de France Renault Mégane  |
| 1992   | 1992   | Luc Galmard            | Renault Clio RS        | Pays inconnu      | Coupe de France Renault Mégane  |
| 1993   | 1993   | Frédéric Fezard        | Renault Clio RS        | Pays inconnu      | Coupe de France Renault Mégane  |
| 1996   | 1996   | Eric Archambaud        | Renault Clio RS        | Pays inconnu      | Coupe de France Renault Mégane  |
| 1998   | 1998   | Alain Gaunot           | Renault Mégane Cup     | Pays inconnu      | Coupe de France Renault Mégane  |
| 1999   | 1999   | Luc Galmard            | Renault Mégane Cup     | Pays inconnu      | Coupe de France Renault Mégane  |
| 2000   | 2000   | Arnaud Duprey          | Renault Mégane Cup     | Pays inconnu      | Coupe de France Renault Mégane  |
| 2005   | C1     | Laurent Fradetal       | Renault Clio RS2       | Team Carmine      | Renault Clio Cup France         |
| 2005   | C2     | Julien Piguet          | Renault Clio RS2       | Energy Racing     | Renault Clio Cup France         |
| 2006   | C1     | Alain Gaunot           | Renault Clio RS2       | Team Carmine      | Renault Clio Cup France         |
| 2006   | C2     | Nicolas Dupuy          | Renault Clio RS2       | LPS Sport         | Renault Clio Cup France         |
| 2009   | C1     | Jean-Philippe Bournot  | Renault Clio           | Team Speed Car    | Renault Clio Cup France         |
| 2009   | C2     | Nicolas Milan          | Renault Clio           | Milan Compétition | Renault Clio Cup France         |
| 2011   | C1     | Nicolas Milan          | Renault Clio           | Milan Compétition | Renault Clio Cup Elf            |
| 2011   | C2     | Nicolas Milan          | Renault Clio           | Milan Compétition | Renault Clio Cup Elf            |
| 2013   | C1     | Eric Trémoulet         | Renault Clio           | Vic Team          | Renault Clio Cup Elf            |
| 2013   | C2     | Eric Trémoulet         | Renault Clio           | Vic Team          | Renault Clio Cup Elf            |
| 2014   | C1     | Xavier Fouineau        | Renault Clio           | Milan Compétition | Clio Cup France                 |
| 2014   | C2     | Nicolas Milan          | Renault Clio           | Milan Compétition | Clio Cup France                 |
| 2014   | C1     | Stéphane Eychenne      | Renault Twingo         | Pays inconnu      | Twin'Cup                        |
| 2014   | C2     | Thierry Martinez       | Renault Twingo         | Pays inconnu      | Twin'Cup                        |
| 2015   | C1     | Stéphane Eychenne      | Renault Twingo         | Pays inconnu      | Twin'Cup                        |
| 2015   | C2     | Timothée Ghislain      | Renault Twingo         | Pays inconnu      | Twin'Cup                        |
| 2015   | C3     | Stéphane Eychenne      | Renault Twingo         | Pays inconnu      | Twin'Cup                        |
| 2015   | C4     | Stéphane Eychenne      | Renault Twingo         | Pays inconnu      | Twin'Cup                        |
| 2015   | C1     | Stéphane Eychenne      | Renault Twingo         | Pays inconnu      | Twin'Cup / Twin'Pau Show        |
| 2015   | C2     | Florian Darblade       | Renault Twingo         | Twingox racing    | Twin'Cup / Twin'Pau Show        |
| 2015   | C3     | Stéphane Eychenne      | Renault Twingo         | Pays inconnu      | Twin'Cup / Twin'Pau Show        |
| 2015   | C4     | Stéphane Eychenne      | Renault Twingo         | Pays inconnu      | Twin'Cup / Twin'Pau Show        |
| 2016   | C1     | Nicolas Milan          | Renault Clio           | Milan Compétition | Clio Cup France                 |
| 2016   | C2     | Eric Trémoulet         | Renault Clio           | Vic'Team          | Clio Cup France                 |
| 2016   | C1     | Thimotée Ghislain      | Renault Twingo         | Pays inconnu      | Twin'Cup                        |
| 2016   | C2     | Thimotée Ghislain      | Renault Twingo         | Pays inconnu      | Twin'Cup                        |
| 2016   | C3     | Thimotée Ghislain      | Renault Twingo         | Pays inconnu      | Twin'Cup                        |
| 2016   | C4     | Stéphane Codet         | Renault Twingo         | Pays inconnu      | Twin'Cup                        |
| 2017   | C1     | Nicolas Milan          | Renault Clio           | Milan Compétition | Clio Cup France                 |
| 2017   | C2     | Sebastiaan Bleekemolen | Renault Clio           | Team Bleekemolen  | Clio Cup France                 |
| 2017   | C1     | Hervé Fernandez-Grande | Renault Twingo         | Pays inconnu      | Twin'Cup                        |
| 2017   | C2     | Laurent Dziadus        | Renault Twingo         | Pays inconnu      | Twin'Cup                        |
| 2017   | C3     | Thierry Martinez       | Renault Twingo         | Pays inconnu      | Twin'Cup                        |
| 2017   | C4     | Laurent Dziadus        | Renault Twingo         | Pays inconnu      | Twin'Cup                        |
| 2018   | C1     | Nicolas Milan          | Renault Clio           | Milan Compétition | Clio Cup France                 |
| 2018   | C2     | Pierre-Etienne Chaumat | Renault Clio           | Pays inconnu      | Clio Cup France                 |
| 2018   | C1     | Hervé Fernandez-Grande | Renault Twingo         | Pays inconnu      | Twin'Cup                        |
| 2018   | C2     | Laurent Dziadus        | Renault Twingo         | Pays inconnu      | Twin'Cup                        |
| 2018   | C3     | course annulée         | course annulée         | course annulée    | Twin'Cup                        |
| 2018   | C4     | Hervé Fernandez-Grande | Renault Twingo         | Pays inconnu      | Twin'Cup                        |
| 2019   | C1     | Pays inconnu           | Renault Twingo         | Pays inconnu      | Twin'Cup                        |
| 2019   | C2     | Pays inconnu           | Renault Twingo         | Pays inconnu      | Twin'Cup                        |
| 2019   | C3     | Pays inconnu           | Renault Twingo         | Pays inconnu      | Twin'Cup                        |
| 2019   | C4     | Pays inconnu           | Renault Twingo         | Pays inconnu      | Twin'Cup                        |

### Coupes monomarques - Peugeot
| Saison | Saison | Vainqueur            | Vainqueur                  | Vainqueur                | Championnat / épreuve  |
| Saison | Saison | Pilote               | Voiture                    | Écurie                   | Championnat / épreuve  |
| ------ | ------ | -------------------- | -------------------------- | ------------------------ | ---------------------- |
| 1985   | 1985   | Jacques Alméras      | Peugeot 505 Turbo          | Pays inconnu             | Trophée Peugeot 505    |
| 1989   | 1989   | André Bourdon        | Peugeot 309 GTI            | Pays inconnu             | Trophée Peugeot 309    |
| 1992   | 1992   | Christophe Bouchut   | Martini-Peugeot 905 Spider | Pays inconnu             | Coupe 905 Spider       |
| 1993   | 1993   | Eric Hélary          | Martini-Peugeot 905 Spider | Pays inconnu             | Coupe 905 Spider       |
| 1994   | 1994   | William David        | Martini-Peugeot 905 Spider | Pays inconnu             | Coupe 905 Spider       |
| 2001   | 2001   | Romain Thievin       | Peugeot 206 CC             | Pays inconnu             | Coupe 206 CC           |
| 2003   | 2003   | Robin Longechal      | Peugeot 206 CC             | Team PPSA                | Coupe 206 CC           |
| 2004   | C1     | Julien Piguet        | Peugeot 206 RCC            | Team Clairet Sport       | Coupe 206 RCC          |
| 2004   | C2     | Jean-Marie Clairet   | Peugeot 206 RCC            | Team Clairet Sport       | Coupe 206 RCC          |
| 2005   | C1     | Stéphane Caillet     | Peugeot 206 RCC            | Pays inconnu             | Coupe 206 RCC          |
| 2005   | C2     | Julien Briché        | Peugeot 206 RCC            | Pays inconnu             | Coupe 206 RCC          |
| 2005   | C1     | Geoffrey Dellus      | Peugeot RC                 | Pays inconnu             | Peugeot RC Cup         |
| 2005   | C2     | Geoffrey Dellus      | Peugeot RC                 | Pays inconnu             | Peugeot RC Cup         |
| 2006   | C1     | Nicolas Milan        | Peugeot 206 RCC            | Pays inconnu             | Coupe 206 RCC          |
| 2006   | C2     | Grégory Guilvert     | Peugeot 206 RCC            | Pays inconnu             | Coupe 206 RCC          |
| 2006   | C1     | Geoffrey Dellus      | Peugeot RC                 | Pays inconnu             | Peugeot RC Cup         |
| 2006   | C2     | Xavier Pompidou      | Peugeot RC                 | Pays inconnu             | Peugeot RC Cup         |
| 2007   | C1     | Jean-Charles Valinho | Peugeot 206 RCC            | Pays inconnu             | Coupe 206 RCC          |
| 2007   | C2     | Jean-Marie Clairet   | Peugeot 206 RCC            | Pays inconnu             | Coupe 206 RCC          |
| 2007   | C1     | Julien Briché        | Peugeot THP Spider         | JSB Compétition          | THP Spider Cup         |
| 2007   | C2     | Julien Briché        | Peugeot THP Spider         | JSB Compétition          | THP Spider Cup         |
| 2008   | C1     | Florent Priez        | Peugeot 207 THP            | Pays inconnu             | Coupe 207 THP          |
| 2008   | C2     | Florent Priez        | Peugeot 207 THP            | Pays inconnu             | Coupe 207 THP          |
| 2008   | C1     | Julien Briché        | Peugeot THP Spider         | JSB Compétition          | THP Spider Cup         |
| 2008   | C2     | Grégory Guilvert     | Peugeot THP Spider         | Team Lompech             | THP Spider Cup         |
| 2011   | C1     | Ludovic Bellinato    | Peugeot 207 THP            | No Limit Racing          | Coupe 207 THP          |
| 2011   | C2     | Xavier Guyonnet      | Peugeot 207 THP            | Guyonnet Compétition     | Coupe 207 THP          |
| 2011   | C1     | Giani Sciabbarrasi   | Peugeot THP Spider         | Sciabbarrasi Compétition | THP Spider Cup         |
| 2011   | C2     | Giani Sciabbarrasi   | Peugeot THP Spider         | Sciabbarrasi Compétition | THP Spider Cup         |
| 2012   | C1     | Julien Briché        | Peugeot RCZ                | JSB Compétition          | Peugeot RCZ Racing Cup |
| 2012   | C2     | Mathieu Jaminet      | Peugeot RCZ                | Saintéloc Racing         | Peugeot RCZ Racing Cup |
| 2016   | C1     | Gaël Castelli        | Peugeot RCZ                | CRT                      | Peugeot RCZ Racing Cup |
| 2016   | C2     | Nicolas Milan        | Peugeot RCZ                | Milan Compétition        | Peugeot RCZ Racing Cup |
| 2017   | C1     | Gaëtan Paletou       | Peugeot 308 Racing         | Milan Compétition        | Peugeot 308 Racing Cup |
| 2017   | C2     | Julien Briché        | Peugeot 308 Racing         | JSB Compétition          | Peugeot 308 Racing Cup |

### Coupes monomarques - Caterham
| Saison | Saison | Vainqueur         | Vainqueur              | Vainqueur | Championnat / épreuve          |
| Saison | Saison | Pilote            | Voiture                | Écurie    | Championnat / épreuve          |
| ------ | ------ | ----------------- | ---------------------- | --------- | ------------------------------ |
| 2015   | C1     | Loïc Martinez     | Caterham R300 Cup Ford | CCF       | Coupe Caterham R300 Superlight |
| 2015   | C2     | Arnaud Richardson | Caterham R300 Cup Ford | ST Eloi   | Coupe Caterham R300 Superlight |

### Coupes monomarques - SEAT
| Saison | Saison | Vainqueur         | Vainqueur      | Vainqueur             | Championnat / épreuve      |
| Saison | Saison | Pilote            | Voiture        | Écurie                | Championnat / épreuve      |
| ------ | ------ | ----------------- | -------------- | --------------------- | -------------------------- |
| 2007   | C1     | Oscar Noguès      | Seat León Copa | Sunrace Engineering   | SEAT León Supercopa España |
| 2007   | C2     | Lourenço da Veiga | Seat León Copa | Bastos Sport          | SEAT León Supercopa España |
| 2007   | C3     | Lourenço da Veiga | Seat León Copa | Bastos Sport          | SEAT León Supercopa España |
| 2008   | C1     | Tom Boardman      | Seat León Copa | Special Tuning Racing | SEAT León Eurocup          |
| 2008   | C2     | Gábor Wéber       | Seat León Copa | Zengő Motorsport      | SEAT León Eurocup          |

### Coupes monomarques - Alfa Romeo
| Saison | Saison | Vainqueur        | Vainqueur      | Vainqueur    | Championnat / épreuve    |
| Saison | Saison | Pilote           | Voiture        | Écurie       | Championnat / épreuve    |
| ------ | ------ | ---------------- | -------------- | ------------ | ------------------------ |
| 1995   | 1995   | Franck Guibbert  | Alfa Romeo 145 | Pays inconnu | Coupe de France Alfa 145 |
| 1996   | 1996   | Franck Guibbert  | Alfa Romeo 145 | Pays inconnu | Coupe de France Alfa 145 |
| 1997   | 1997   | Patrick Bourdais | Alfa Romeo 145 | Pays inconnu | Coupe de France Alfa 145 |

### Coupes monomarques - Citroën
| Saison | Saison | Vainqueur          | Vainqueur        | Vainqueur    | Championnat / épreuve |
| Saison | Saison | Pilote             | Voiture          | Écurie       | Championnat / épreuve |
| ------ | ------ | ------------------ | ---------------- | ------------ | --------------------- |
| 1997   | 1997   |                    | Citroën Saxo Cup | Pays inconnu | Saxo Cup France       |
| 1998   | 1998   | Jean-Marie Clairet | Citroën Saxo Cup | Pays inconnu | Saxo Cup France       |
| 1999   | 1999   |                    | Citroën Saxo Cup | Pays inconnu | Saxo Cup France       |
| 2000   | 2000   | Romuald Jolivière  | Citroën Saxo Cup | Pays inconnu | Saxo Cup France       |
| 2001   | 2001   |                    | Citroën Saxo Cup | Pays inconnu | Saxo Cup France       |

### Mitjet Series
| Saison | Saison | Vainqueur             | Vainqueur                        | Vainqueur             | Championnat / épreuve                          |
| Saison | Saison | Pilote                | Voiture                          | Écurie                | Championnat / épreuve                          |
| ------ | ------ | --------------------- | -------------------------------- | --------------------- | ---------------------------------------------- |
| 2006   | C1     | Thomas Fillatre       | Mitjet MC-6 Yamaha               | Pays inconnu          | Mitjet Series 1300 Light                       |
| 2006   | C2     | Thomas Fillatre       | Mitjet MC-6 Yamaha               | Pays inconnu          | Mitjet Series 1300 Light                       |
| 2006   | C3     | Thomas Fillatre       | Mitjet MC-6 Yamaha               | Pays inconnu          | Mitjet Series 1300 Light                       |
| 2006   | C4     | Thomas Fillatre       | Mitjet MC-6 Yamaha               | Pays inconnu          | Mitjet Series 1300 Light                       |
| 2007   | C1     | Mike Parisy           | Mitjet MC-6 Yamaha               | Pays inconnu          | Mitjet Series 1300 Light                       |
| 2007   | C2     | Mike Parisy           | Mitjet MC-6 Yamaha               | Pays inconnu          | Mitjet Series 1300 Light                       |
| 2012   | C1     | Jacques Goudchaux     | Mitjet MC-6 Yamaha               | Anome                 | Mitjet Series 1300 Light                       |
| 2012   | C2     | Stéphane George       | Mitjet MC-6 Yamaha               | No Limit Racing       | Mitjet Series 1300 Light                       |
| 2012   | C3     | Jacques Goudchaux     | Mitjet MC-6 Yamaha               | Anome                 | Mitjet Series 1300 Light                       |
| 2012   | C4     | Nicolas Gomar         | Mitjet MC-6 Yamaha               | AGS Events            | Mitjet Series 1300 Light                       |
| 2012   | C1     | Jean-Noel Lanctuit    | Tork Mitjet 2.0 Renault          | Anome                 | Mitjet 2L Supersport                           |
| 2012   | C2     | Jean-Noel Lanctuit    | Tork Mitjet 2.0 Renault          | Anome                 | Mitjet 2L Supersport                           |
| 2012   | C3     | Jean-Noel Lanctuit    | Tork Mitjet 2.0 Renault          | Anome                 | Mitjet 2L Supersport                           |
| 2012   | C4     | Jean-Noel Lanctuit    | Tork Mitjet 2.0 Renault          | Anome                 | Mitjet 2L Supersport                           |
| 2013   | C1     | Laurent Bambalère     | Mitjet MC-6 Yamaha               | Bambalère             | Mitjet Series 1300 Light                       |
| 2013   | C2     | Laurent Bambalère     | Mitjet MC-6 Yamaha               | Bambalère             | Mitjet Series 1300 Light                       |
| 2013   | C3     | Laurent Bambalère     | Mitjet MC-6 Yamaha               | Bambalère             | Mitjet Series 1300 Light                       |
| 2013   | C4     | Olivier Lombard       | Mitjet MC-6 Yamaha               | VIP Challenge         | Mitjet Series 1300 Light                       |
| 2013   | C1     | Jean-Philippe Dayraut | Tork Mitjet 2.0 Renault          | VIP Challenge         | Mitjet 2L Supersport                           |
| 2013   | C2     | Sébastien Loeb        | Tork Mitjet 2.0 Renault          | Sébastien Loeb Racing | Mitjet 2L Supersport                           |
| 2013   | C3     | Jean-Philippe Dayraut | Tork Mitjet 2.0 Renault          | VIP Challenge         | Mitjet 2L Supersport                           |
| 2013   | C4     | Jean-Philippe Dayraut | Tork Mitjet 2.0 Renault          | VIP Challenge         | Mitjet 2L Supersport                           |
| 2014   | C1     | Gregor Raymondis      | Tork Mitjet 2.0 ST Turbo Renault | ACOM                  | Mitjet 2L Supersport & Supertourisme by Mitjet |
| 2014   | C2     | Sébastien Dumez       | Tork Mitjet 2.0 ST Turbo Renault | SKR                   | Mitjet 2L Supersport & Supertourisme by Mitjet |
| 2014   | C3     | Jean-Philippe Dayraut | Tork Mitjet 2.0 ST Turbo Renault | VIP Challenge         | Mitjet 2L Supersport & Supertourisme by Mitjet |
| 2014   | C4     | Anthony Gandon        | Tork Mitjet 2.0 ST Turbo Renault | Chab Evolution        | Mitjet 2L Supersport & Supertourisme by Mitjet |

### Legends Cars Cup
| Saison | Saison | Vainqueur      | Vainqueur      | Vainqueur    | Championnat / épreuve   |
| Saison | Saison | Pilote         | Voiture        | Écurie       | Championnat / épreuve   |
| ------ | ------ | -------------- | -------------- | ------------ | ----------------------- |
| 2009   | C1     | Mike Parisy    | Legends Yamaha | Pays inconnu | Legends Cars Cup France |
| 2009   | C2     | Mike Parisy    | Legends Yamaha | Pays inconnu | Legends Cars Cup France |
| 2009   | C3     | Mike Parisy    | Legends Yamaha | Pays inconnu | Legends Cars Cup France |
| 2009   | C4     | Mike Parisy    | Legends Yamaha | Pays inconnu | Legends Cars Cup France |
| 2011   | C1     | Mike Parisy    | Legends Yamaha | Pays inconnu | Legends Cars Cup France |
| 2011   | C2     | Mike Parisy    | Legends Yamaha | Pays inconnu | Legends Cars Cup France |
| 2011   | C3     | Pol Bertrand   | Legends Yamaha | Pays inconnu | Legends Cars Cup France |
| 2014   | C1     | Arnaud Choquet | Legends Yamaha | Pays inconnu | Legends Cars Cup France |
| 2014   | C2     | Pol Bertrand   | Legends Yamaha | Pays inconnu | Legends Cars Cup France |
| 2014   | C3     | Arnaud Choquet | Legends Yamaha | Pays inconnu | Legends Cars Cup France |

### Andros GP Électrique
| Saison | Saison | Vainqueur          | Vainqueur                    | Vainqueur      | Championnat / épreuve                    |
| Saison | Saison | Pilote             | Voiture                      | Écurie         | Championnat / épreuve                    |
| ------ | ------ | ------------------ | ---------------------------- | -------------- | ---------------------------------------- |
| 2011   | C1     | Mike Parisy        | Exagon Andros Car 04 Siemens | Parisy         | Andros GP / Grand Prix de Pau Électrique |
| 2011   | C2     | Adrien Tambay      | Exagon Andros Car 04 Siemens | Norauto        | Andros GP / Grand Prix de Pau Électrique |
| 2012   | C1     | Adrien Tambay      | Exagon Andros Car 04 Siemens | Pilot          | Andros GP / Grand Prix de Pau Électrique |
| 2012   | C2     | Mike Parisy        | Exagon Andros Car 04 Siemens | Parisy         | Andros GP / Grand Prix de Pau Électrique |
| 2013   | C1     | Vincent Beltoise   | Exagon Andros Car 04 Siemens | ERDF           | Andros GP / Grand Prix de Pau Électrique |
| 2013   | C2     | Mike Parisy        | Exagon Andros Car 04 Siemens | Pyrénées 64    | Andros GP / Grand Prix de Pau Électrique |
| 2014   | C1     | Matthieu Vaxivière | Exagon Andros Car 04 Siemens | Mazda CA Brive | Andros GP / Grand Prix de Pau Électrique |
| 2014   | C2     | Matthieu Vaxivière | Exagon Andros Car 04 Siemens | Mazda CA Brive | Andros GP / Grand Prix de Pau Électrique |

### Compétitions motocyclistes
| Saison | Saison | Vainqueur                            | Vainqueur  | Vainqueur    | Championnat / épreuve            |
| Saison | Saison | Pilote                               | Moto       | Écurie       | Championnat / épreuve            |
| ------ | ------ | ------------------------------------ | ---------- | ------------ | -------------------------------- |
| 1947   | 1947   | Roger Laurent                        | Velocette  | Pays inconnu | 350 cm3                          |
| 1947   | 1947   | Fergus Anderson                      | Norton     | Pays inconnu | 500 cm3                          |
| 1948   | 1948   | Lous Van Rijswijk                    | Velocette  | Pays inconnu | 350 cm3                          |
| 1948   | 1948   | Fergus Anderson                      | Moto Guzzi | Pays inconnu | 500 cm3                          |
| 1949   | 1949   | Tommy Wood                           | Velocette  | Pays inconnu | 350 cm3                          |
| 1949   | 1949   | Enrico Lorenzetti                    | Moto Guzzi | Pays inconnu | 500 cm3                          |
| 1950   | 1950   | Hans Haldemann / Josef Albisser      | Norton     | Pays inconnu | Side-Cars                        |
| 1950   | 1950   | Nello Pagani                         | Gilera     | Pays inconnu | 500 cm3                          |
| 1951   | 1951   | Tommy Wood                           | Velocette  | Pays inconnu | 350 cm3                          |
| 1951   | 1951   | Umberto Mazetti                      | Moto Guzzi | Pays inconnu | 500 cm3                          |
| 1952   | 1952   | Fergus Anderson                      | Moto Guzzi | Pays inconnu | 250 cm3                          |
| 1952   | 1952   | Georges Houel                        | Norton     | Pays inconnu | 500 cm3                          |
| 1953   | 1953   | Eric Oliver / Stan Dibben            | Norton     | Pays inconnu | Side-Cars                        |
| 1953   | 1953   | Tommy Wood                           | Moto Guzzi | Pays inconnu | 250 cm3                          |
| 1953   | 1953   | Auguste Goffin                       | Norton     | Pays inconnu | 500 cm3                          |
| 1954   | 1954   | Hans Haldemann / Luigi Taveri        | Norton     | Pays inconnu | Side-Cars                        |
| 1954   | 1954   | Ken Kavanagh                         | Moto Guzzi | Pays inconnu | 250 cm3                          |
| 1954   | 1954   | Tommy Wood                           | Norton     | Pays inconnu | 500 cm3                          |
| 1955   | 1955   | Willy Faust / Karl Remmert           | BMW        | Pays inconnu | Side-Cars                        |
| 1955   | 1955   | Dickie Dale                          | Moto Guzzi | Pays inconnu | 350 cm3                          |
| 1955   | 1955   | Dickie Dale                          | Moto Guzzi | Pays inconnu | 500 cm3                          |
| 1957   | 1957   | Jean Murit / Alain Dagan             | BMW        | Pays inconnu | Side-Cars                        |
| 1957   | 1957   | Peter Murphy                         | AJS        | Pays inconnu | 350 cm3                          |
| 1957   | 1957   | Alan Trow                            | Norton     | Pays inconnu | 500 cm3                          |
| 1958   | 1958   | Helmut Fath / Fritz Rudolf           | BMW        | Pays inconnu | Side-Cars / Grand Prix de France |
| 1958   | 1958   | Jacques Collot                       | Norton     | Pays inconnu | 350 cm3 / Grand Prix de France   |
| 1958   | 1958   | Jacques Collot                       | Norton     | Pays inconnu | 500 cm3 / Grand Prix de France   |
| 1960   | 1960   | Helmut Fath / Alfred Wohlgemuth      | BMW        | Pays inconnu | Side-Cars                        |
| 1960   | 1960   | Peter Ferbrache                      | AJS        | Pays inconnu | 350 cm3                          |
| 1960   | 1960   | Robin Fitton                         | Norton     | Pays inconnu | 500 cm3                          |
| 1961   | 1961   | Florian Camathias / Roland Föll      | BMW        | Pays inconnu | Side-Cars                        |
| 1961   | 1961   | Ralf Rensen                          | Norton     | Pays inconnu | 350 cm3                          |
| 1961   | 1961   | Ralf Rensen                          | Norton     | Pays inconnu | 500 cm3                          |
| 1962   | 1962   | Florian Camathias / P.Nacht          | BMW        | Pays inconnu | Side-Cars                        |
| 1962   | 1962   | Paddy Driver                         | Norton     | Pays inconnu | 350 cm3                          |
| 1962   | 1962   | Paddy Driver                         | Norton     | Pays inconnu | 500 cm3                          |
| 1963   | 1963   | Claude Lambert / ?                   | BMW        | Pays inconnu | Side-Cars                        |
| 1963   | 1963   | Francisco González                   | Bultaco    | Pays inconnu | 175 cm3                          |
| 1963   | 1963   | Jean-Pierre Beltoise                 | Aermacchi  | Pays inconnu | 250 cm3                          |
| 1964   | 1964   | Florian Camathias / Alfred Herzig    | BMW        | Pays inconnu | Side-Cars                        |
| 1964   | 1964   | Jean-Pierre Beltoise                 | Kreidler   | Pays inconnu | 125 cm3                          |
| 1964   | 1964   | Jean-Pierre Beltoise                 | Bultaco    | Pays inconnu | 175 cm3                          |
| 1964   | 1964   | Ramón Torras                         | Bultaco    | Pays inconnu | 250 cm3                          |
| 1965   | 1965   | José Busquets                        | Derbi      | Pays inconnu | 125 cm3                          |
| 1965   | 1965   | Peter Eser                           | Honda      | Pays inconnu | 175 cm3                          |
| 1965   | 1965   | Alain Barbaroux                      | Aermacchi  | Pays inconnu | 250 cm3                          |
| 1967   | 1967   | Barry Smith                          | Honda      | Pays inconnu | 175 cm3                          |
| 1967   | 1967   | Carlos Giró                          | Ossa       | Pays inconnu | 250 cm3                          |
| 1969   | 1969   | Arsenius Butscher (de) / Josef Huber | BMW        | Pays inconnu | Side-Cars                        |
| 1969   | 1969   | Charly Dubois                        | Kreidler   | Pays inconnu | 125 cm3                          |